# Presidência de Woodrow Wilson
A Presidência de Woodrow Wilson começou em 4 de março de 1913, quando Woodrow Wilson foi empossado como o 28º Presidente dos Estados Unidos, e terminou em 4 de março de 1921. Ele assumiu o cargo após derrotar o então presidente William Howard Taft e o ex-presidente Theodore Roosevelt na eleição presidencial de 1912. Wilson era um democrata que anteriormente serviu como governador de Nova Jersey. Ele obteve uma grande maioria nos votos eleitorais e uma pluralidade de 42% dos votos populares em um campo de quatro candidatos. Wilson foi reeleito em 1916 por uma margem estreita. Apesar de sua base em Nova Jersey, a maioria dos líderes sulistas trabalhou com ele como um companheiro sulista. Wilson sofreu vários derrames no último ano e meio de sua presidência, o que o deixou em grande parte incapacitado. Ele foi sucedido pelo republicano Warren G. Harding, que venceu a eleição de 1920.
Wilson foi uma força de liderança no Movimento Progressista. Durante seu primeiro mandato, ele supervisionou a aprovação de políticas legislativas progressistas sem paralelo até o New Deal na década de 1930. Ao assumir o cargo um mês após a ratificação da 16ª Emenda da Constituição, que permitiu um imposto de renda federal, ele ajudou a aprovar a Lei da Receita de 1913, que introduziu um imposto de renda federal baixo para substituir a receita perdida em tarifas mais baixas. O imposto de renda atingiu taxas altas depois que os EUA entraram na guerra mundial em 1917. Outras importantes legislações progressistas aprovadas durante o primeiro mandato de Wilson incluíram a Lei da Reserva Federal, a Lei da Comissão Federal de Comércio de 1914, a Lei Antitruste Clayton e a Lei Federal de Empréstimos Agrícolas. Com a aprovação da Lei Adamson — que impôs uma jornada de trabalho de 8 horas para as ferrovias — ele evitou uma ameaça de greve ferroviária. Em relação às questões raciais, o governo Wilson reforçou políticas segregacionistas para agências governamentais. Ele se envolveu profundamente com uma política moralista ao lidar com a guerra civil do México. Após a eclosão da Primeira Guerra Mundial em 1914, Wilson manteve uma política de neutralidade e procurou intermediar um acordo de paz entre os beligerantes.

O segundo mandato de Wilson foi dominado pelo papel dos Estados Unidos na luta e no financiamento da Guerra Mundial e na criação de um mundo pacífico no pós-guerra. Em abril de 1917, quando a Alemanha retomou a guerra submarina irrestrita, Wilson pediu ao Congresso que declarasse guerra para tornar "o mundo seguro para a democracia". Por meio da Lei de Serviço Seletivo, o recrutamento enviou 10.000 soldados recém-treinados para a França por dia no verão de 1918. No plano interno, Wilson aumentou os impostos de renda, criou o Conselho das Indústrias de Guerra, promoveu a cooperação sindical, regulamentou a agricultura e a produção de alimentos por meio da Lei Lever e nacionalizou o sistema ferroviário do país. Em seu Estado da União de 1915, Wilson solicitou ao Congresso o que viria a ser a Lei de Espionagem de 1917 e a Lei de Sedição de 1918, reprimindo ativistas contrários ao recrutamento. A repressão foi posteriormente intensificada pelo procurador-geral A. Mitchell Palmer para incluir a expulsão de radicais não cidadãos durante o Primeiro Pânico Vermelho de 1919-1920. Wilson infundiu moralidade no seu internacionalismo, uma ideologia agora referida como "Wilsonianismo" — uma política externa ativista que apela à nação para promover a democracia global.   No início de 1918, ele emitiu seus princípios para a paz, os Quatorze Pontos, e em 1919, após a assinatura de um armistício com a Alemanha, ele viajou para Paris, concluindo o Tratado de Versalhes. Wilson embarcou em uma turnê nacional para fazer campanha pelo tratado, que incluiria a entrada dos EUA na Liga das Nações. Ele ficou incapacitado por um derrame em outubro de 1919 e o tratado fracassou no Senado.
Apesar de sua saúde debilitada e capacidade mental reduzida, Wilson cumpriu o restante de seu segundo mandato e esperava obter a indicação de seu partido para um terceiro mandato. Na eleição presidencial de 1920, o republicano Warren G. Harding derrotou o candidato democrata James M. Cox por uma vitória esmagadora. Historiadores e cientistas políticos classificam Wilson como um presidente acima da média, e sua presidência foi um importante precursor do liberalismo americano moderno. No entanto, Wilson também foi criticado por suas visões e ações racistas.

## Eleição presidencial de 1912
Wilson se tornou um importante candidato presidencial em 1912, imediatamente após sua eleição como governador de Nova Jersey em 1910. Já famoso como presidente de Princeton e como um intelectual de destaque, sua estatura política aumentou depois que ele derrotou os chefes políticos do estado e emergiu como um líder nacional do movimento progressista para reformar a América.  Antes da Convenção Nacional Democrata de 1912, Wilson fez um esforço especial para ganhar a aprovação do candidato presidencial democrata por três vezes, William Jennings Bryan, cujos seguidores dominavam amplamente o Partido Democrata desde 1896.  O presidente da Câmara, Champ Clark, do Missouri, era visto por muitos como o favorito à nomeação, enquanto o líder da maioria na Câmara, Oscar Underwood, do Alabama, também surgia como um desafiante. Clark encontrou apoio entre a ala Bryan do partido, enquanto Underwood apelou aos democratas conservadores Bourbon, especialmente no Sul.  Na primeira votação da Convenção Nacional Democrata, Clark obteve a maioria dos votos e, na décima votação, obteve a maioria dos delegados, depois que a máquina do Tammany Hall de Nova York o apoiou. No entanto, as regras do Partido Democrata exigiam que um candidato obtivesse dois terços dos delegados para ganhar a nomeação, e a votação continuou.  A campanha de Wilson conquistou delegados ao prometer a vice-presidência ao governador Thomas R. Marshall, de Indiana, e várias delegações do Sul mudaram seu apoio de Underwood para Wilson, um sulista nativo. Wilson finalmente ganhou dois terços dos votos na 46ª votação da convenção, e Marshall tornou-se seu companheiro de chapa. 

Mapa de Votação Eleitoral de 1912

Wilson enfrentou uma oposição profundamente dividida. O titular William Howard Taft venceu a nomeação republicana após uma dura batalha contra Theodore Roosevelt, um ex-presidente republicano. Roosevelt expulsou o Partido Republicano e criou um novo terceiro partido: o Partido Progressista. Um quarto candidato, Eugene V. Debs, do Partido Socialista, tinha uma pequena base nacional no movimento trabalhista. A divisão no Partido Republicano deu aos democratas todas as expectativas de vitória pela primeira vez desde 1892.  Roosevelt emergiu como o principal adversário de Wilson, e Wilson e Roosevelt concentraram-se em atacar-se mutuamente, apesar de partilharem plataformas igualmente progressistas que apelavam a um governo central forte e intervencionista.  Wilson obteve 435 dos 531 votos eleitorais e 41,8% do voto popular, enquanto Roosevelt obteve a maioria dos votos eleitorais restantes e 27,4% do voto popular, representando um dos desempenhos mais fortes de um terceiro partido na história dos EUA. Taft obteve 23,2% dos votos populares, mas apenas 8 votos eleitorais, enquanto Debs obteve 6% dos votos populares. Nas eleições simultâneas para o Congresso, os democratas mantiveram o controle da Câmara e conquistaram a maioria no Senado. A vitória de Wilson fez dele o primeiro sulista a vencer a presidência desde 1848. 

## Pessoal e nomeações

### Gabinete e administração

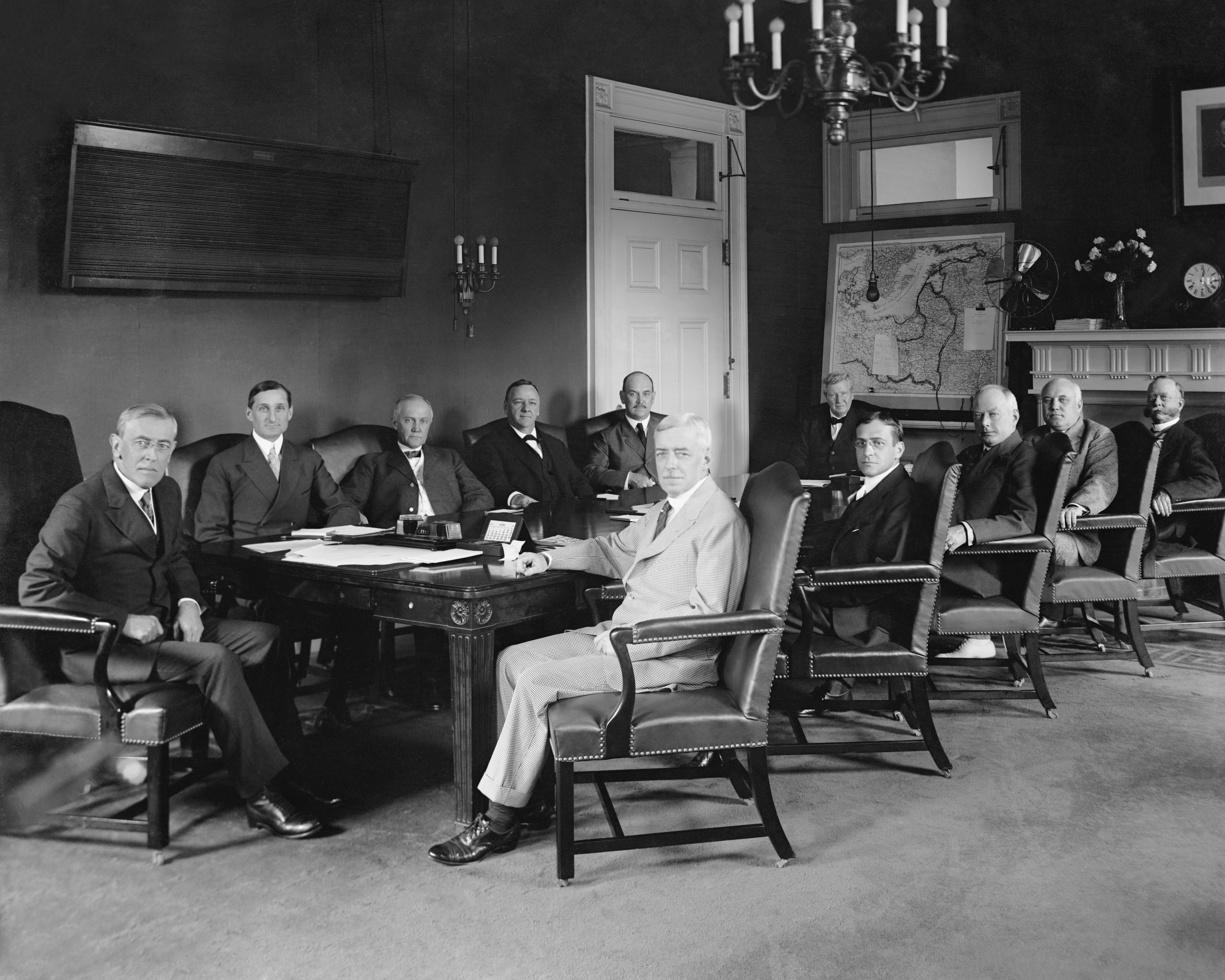
Wilson e seu gabinete em 1916

Após a eleição, Wilson rapidamente escolheu William Jennings Bryan como Secretário de Estado, e Bryan ofereceu conselhos sobre os membros restantes do gabinete de Wilson.  William Gibbs McAdoo, um importante apoiador de Wilson que se casou com a filha de Wilson em 1914, tornou-se Secretário do Tesouro, enquanto James Clark McReynolds, que havia processado com sucesso importantes casos antitruste, foi escolhido como Procurador-Geral. Seguindo o conselho de Underwood, Wilson nomeou o congressista do Texas Albert S. Burleson como Diretor Geral dos Correios.  Bryan renunciou em 1915 devido à sua oposição à linha dura de Wilson em relação à Alemanha após o naufrágio do RMS Lusitania.  Bryan foi substituído por Robert Lansing, e Wilson assumiu um controle mais direto da política externa de sua administração após a saída de Bryan.  Newton D. Baker, um democrata progressista, tornou-se Secretário da Guerra em 1916, e Baker liderou o Departamento de Guerra durante a Primeira Guerra Mundial.  O gabinete de Wilson sofreu uma rotatividade após o fim da Primeira Guerra Mundial, com Carter Glass substituindo McAdoo como Secretário do Tesouro e A. Mitchell Palmer tornando-se Procurador-Geral. 
O chefe de gabinete de Wilson ("Secretário") foi Joseph Patrick Tumulty de 1913 a 1921. A posição de Tumulty forneceu um amortecedor político e intermediário com a imprensa, e seu espírito irreprimível compensou a disposição frequentemente severa do presidente.  A primeira esposa de Wilson, Ellen Axson Wilson, morreu em 6 de agosto de 1914.  Wilson casou-se com Edith Bolling Galt em 1915,  e ela assumiu o controle total da agenda de Wilson, diminuindo o poder de Tumulty. O mais importante conselheiro e confidente em política externa foi o "Coronel" Edward M. House, até que Wilson rompeu com ele no início de 1919, devido aos seus erros na conferência de paz na ausência de Wilson.  O vice-presidente de Wilson, o ex-governador Thomas R. Marshall de Indiana, desempenhou um papel pequeno na administração. 

### Corpo de imprensa
Wilson acreditava fervorosamente que a opinião pública deveria moldar a política nacional, embora com algumas exceções envolvendo diplomacia delicada, e ele prestava muita atenção aos jornais. O secretário de imprensa Joseph Patrick Tumulty mostrou-se geralmente eficaz até que a segunda esposa de Wilson começou a desconfiar dele e reduziu sua influência.  Wilson foi pioneiro em entrevistas coletivas duas vezes por semana na Casa Branca. Foram modestamente eficazes, embora o presidente tenha proibido que fossem citados e muitas vezes fizesse declarações propositadamente vagas.  A primeira conferência de imprensa deste tipo foi realizada em 15 de março de 1913, quando os repórteres foram autorizados a fazer-lhe perguntas. 
Wilson teve um histórico misto com a imprensa. As relações eram geralmente tranquilas, mas ele encerrou as reuniões semanais com os correspondentes da Casa Branca após o naufrágio do Lusitania em 1915. Ele também restringiu severamente o acesso durante a conferência de paz de 1919. Em ambos os casos, Wilson temia que a publicidade interferisse em sua diplomacia discreta. Jornalistas como Walter Lippmann encontraram uma solução alternativa, descobrindo que o Coronel House era muito falador e desonesto ao manipular a imprensa para distorcer suas histórias. Um grande problema enfrentado pela administração era que 90% dos principais jornais e revistas fora do Sul tradicionalmente favoreciam os republicanos. O governo reagiu a isso colaborando discretamente com repórteres favoráveis que admiravam a liderança de Wilson na causa da paz mundial; seus jornais publicavam suas reportagens porque seus furos eram notícia. A imprensa de língua alemã era veementemente hostil a Wilson, mas ele usou isso a seu favor, atacando os hifenizados como leais a um país estrangeiro. 

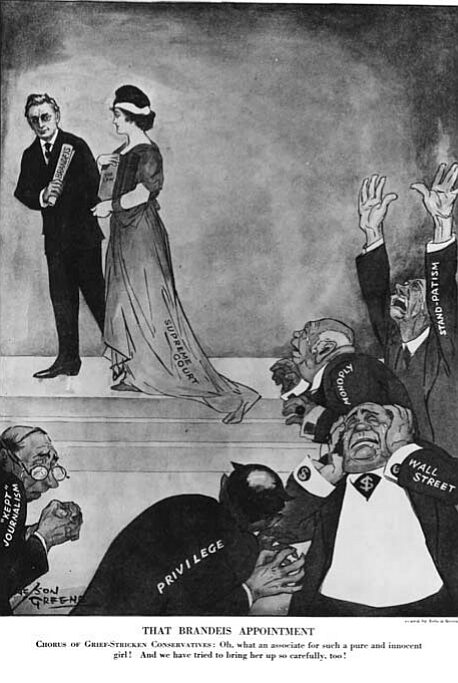
A nomeação de Brandeis desanima “Jornalismo mantido, privilégio, Wall Street, monopólio e stand-pattismo no desenho animado PUCK de 1916

### Nomeações judiciais
Wilson nomeou três homens para a Suprema Corte dos Estados Unidos. Ele nomeou James Clark McReynolds em 1914; ele era um ultraconservador que serviu até 1941. Wilson queria nomear Louis Brandeis para seu Gabinete em 1913, mas ele era muito controverso na época e, em vez disso, serviu privadamente como principal conselheiro jurídico de Wilson. Em 1916, Wilson nomeou Brandeis para a Suprema Corte, dando início a um grande debate sobre a ideologia progressista de Brandeis e sua religião; Brandeis foi o primeiro judeu nomeado para a Suprema Corte e o antissemitismo era galopante nos círculos da classe alta. Mas Brandeis tinha muitos amigos que admiravam sua perspicácia jurídica na luta por causas progressistas. Eles organizaram uma campanha publicitária nacional que marginalizou as calúnias antissemitas na profissão jurídica.  Wilson trabalhou duro e convenceu os democratas do Senado a votarem em Brandeis, que atuou como um grande liberal até 1939. Em 1916, Wilson nomeou John Hessin Clarke, um advogado progressista que renunciou em 1922 após disputas acirradas com McReynolds.  
Além de suas três nomeações para a Suprema Corte, Wilson também nomeou 20 juízes para os Tribunais de Apelações dos Estados Unidos e 52 juízes para os tribunais distritais dos Estados Unidos.

## Política interna

### Nova Liberdade

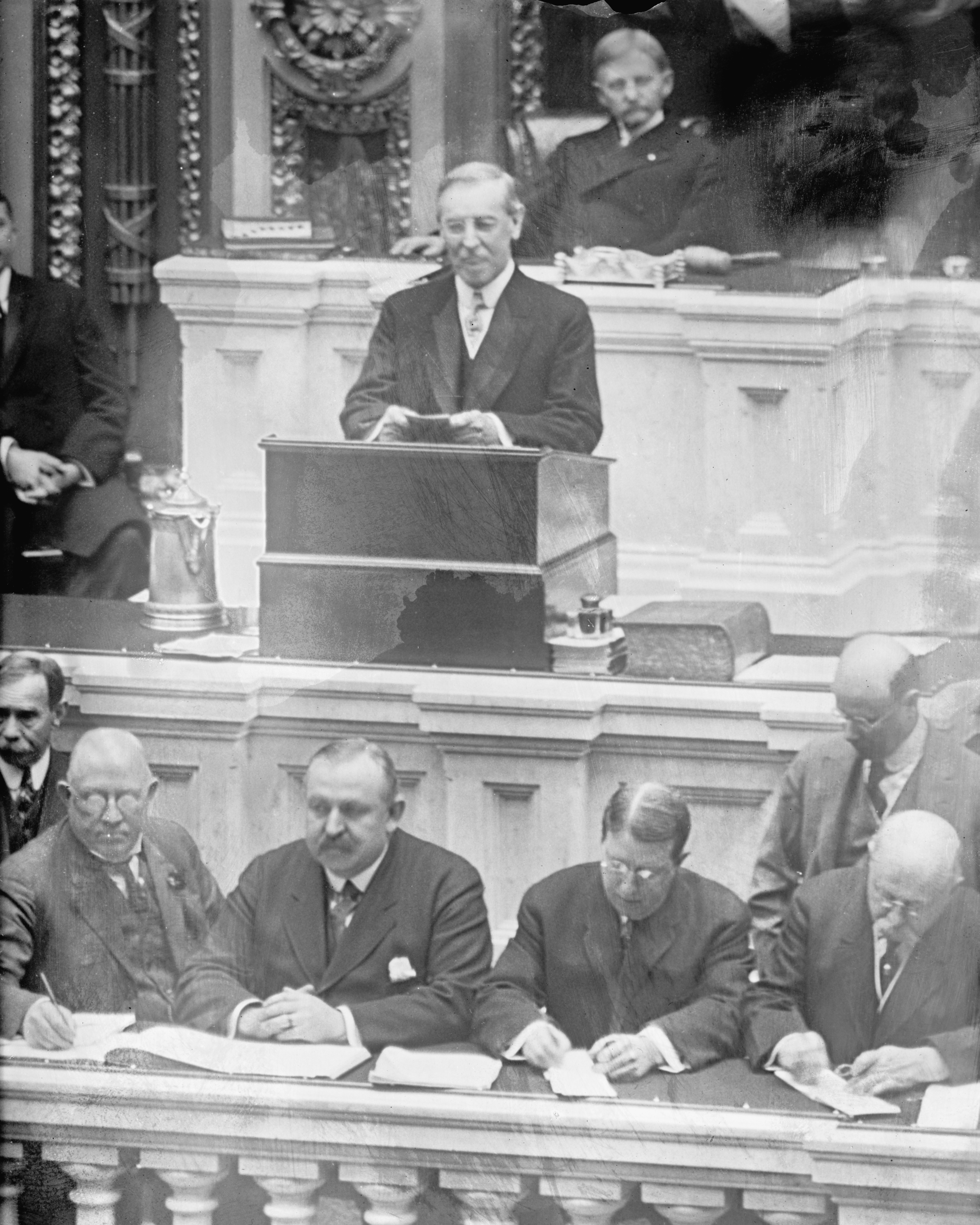
Wilson fazendo seu primeiro discurso sobre o Estado da União, a primeira vez desde 1800 que um presidente se dirigiu pessoalmente ao Congresso.

Com o apoio do Congresso Democrata, Wilson introduziu um programa abrangente de legislação interna no início da sua administração, algo que nenhum presidente tinha feito antes.  Os democratas tinham quatro grandes prioridades: a conservação dos recursos naturais, a reforma bancária, a redução de tarifas e o acesso igualitário às matérias-primas, o que foi conseguido em parte através da regulamentação dos fundos fiduciários.  Os assuntos estrangeiros dominaram cada vez mais a sua presidência a partir de 1915, os dois primeiros anos de Wilson no cargo concentraram-se principalmente na política interna e o presidente obteve sucesso na implementação de grande parte da sua ambiciosa agenda da "Nova Liberdade". 

#### Tarifa mais baixa e novo imposto de renda
Os democratas há muito que atacavam as elevadas taxas tarifárias como sendo equivalentes a impostos injustos para os consumidores, e a redução tarifária era a primeira prioridade.  Wilson argumentou que o sistema de tarifas elevadas "nos isola da nossa parte adequada no comércio mundial, viola os princípios justos da tributação e torna o governo um instrumento fácil nas mãos de interesses privados".  Enquanto a maioria dos democratas estava unida em torno de uma redução nas taxas tarifárias, a maioria dos republicanos sustentava que as taxas tarifárias elevadas eram úteis para proteger a indústria nacional e os trabalhadores das fábricas contra a concorrência estrangeira.  Pouco antes de Wilson assumir o cargo, a Décima Sexta Emenda, que havia sido proposta pelos republicanos em 1909 durante um debate sobre a legislação tarifária, foi ratificada pelo número necessário de estados.  Após a ratificação da Décima Sexta Emenda, os líderes democratas concordaram em anexar uma disposição de imposto de renda ao seu projeto de lei de redução de tarifas, em parte para compensar a perda de receita e em parte para transferir o fardo do financiamento do governo para os que ganham mais e que estariam sujeitos ao imposto de renda. 
Em maio de 1913, o líder da maioria na Câmara, Oscar Underwood, organizou a aprovação de um projeto de lei que reduziu a tarifa média em 10 por cento.  O projeto de lei de Underwood, que representou a maior revisão em baixa da tarifa desde a Guerra Civil, reduziu agressivamente as taxas para matérias-primas, bens considerados "necessários" e produtos produzidos internamente por trusts, mas manteve taxas tarifárias mais altas para bens de luxo.  O projeto de lei também instituiu um imposto sobre a renda pessoal acima de US$ 4.000.  A aprovação do projeto de lei de tarifas de Underwood no Senado revelou-se mais difícil do que na Câmara, em parte porque alguns democratas do Sul e do Oeste eram a favor da proteção contínua das indústrias da lã e do açúcar, e em parte porque os democratas tinham uma maioria mais estreita naquela câmara.  Buscando angariar apoio para o projeto de lei de tarifas, o presidente Wilson se reuniu extensivamente com senadores democratas e apelou diretamente ao povo por meio da imprensa. Após semanas de audiências e debates, Wilson e o Secretário de Estado Bryan conseguiram unir os democratas do Senado em torno do projeto de lei.  O Senado votou 44 a 37 a favor do projeto de lei, com apenas um democrata votando contra e apenas um republicano votando a favor. Wilson assinou a Lei da Receita de 1913 (chamada de "Tarifa Underwood") em 3 de outubro de 1913.  
A Lei da Receita de 1913 reduziu as taxas médias de importação de 40% para 26%.  Também impôs um imposto de renda federal pela primeira vez desde 1872. O Congresso adotou um imposto de renda na década de 1890, mas esse imposto foi derrubado pela Suprema Corte antes de entrar em vigor. A Lei da Receita de 1913 impôs um imposto de um por cento sobre rendas acima de US$ 3.000, com uma alíquota máxima de seis por cento para aqueles que ganham mais de US$ 500.000 por ano. Aproximadamente três por cento da população estava sujeita ao imposto de renda. O projeto de lei também incluía um imposto de um por cento sobre o rendimento líquido de todas as empresas, substituindo um imposto federal anterior que só se aplicava aos rendimentos líquidos corporativos acima de 5.000 dólares.  O Supremo Tribunal confirmou a constitucionalidade do imposto sobre o rendimento nos casos de Brushaber v. Union Pacific Railroad Co. e Stanton v. Baltic Mining Co.  
Diante da necessidade de mais receita devido ao aumento de armas, em 1916 o governo Wilson solicitou a aprovação de outro grande projeto de lei de receita. O presidente Wilson e aliados no Congresso, como o congressista Claude Kitchin, rejeitaram a proposta de aumentar as taxas tarifárias, preferindo, em vez disso, aumentar os impostos sobre os que ganham mais.  Trabalhando com os republicanos progressistas, os democratas do Congresso conseguiram a aprovação da Lei da Receita de 1916, que restabeleceu o imposto federal sobre heranças, estabeleceu um imposto sobre a produção de munições, aumentou a taxa máxima de imposto de renda para quinze por cento e aumentou o imposto de renda corporativo de um por cento para dois por cento.  No mesmo ano, o Presidente assinou uma lei que criou a Comissão Tarifária, que foi encarregada de fornecer aconselhamento especializado sobre as tarifas.  Na década de 1920, os republicanos aumentaram as tarifas e reduziram o imposto de renda. No entanto, as políticas da administração Wilson tiveram um impacto duradouro na composição das receitas governamentais, que, após a década de 1920, provinham principalmente de impostos e não de tarifas. 

#### Sistema da Reserva Federal

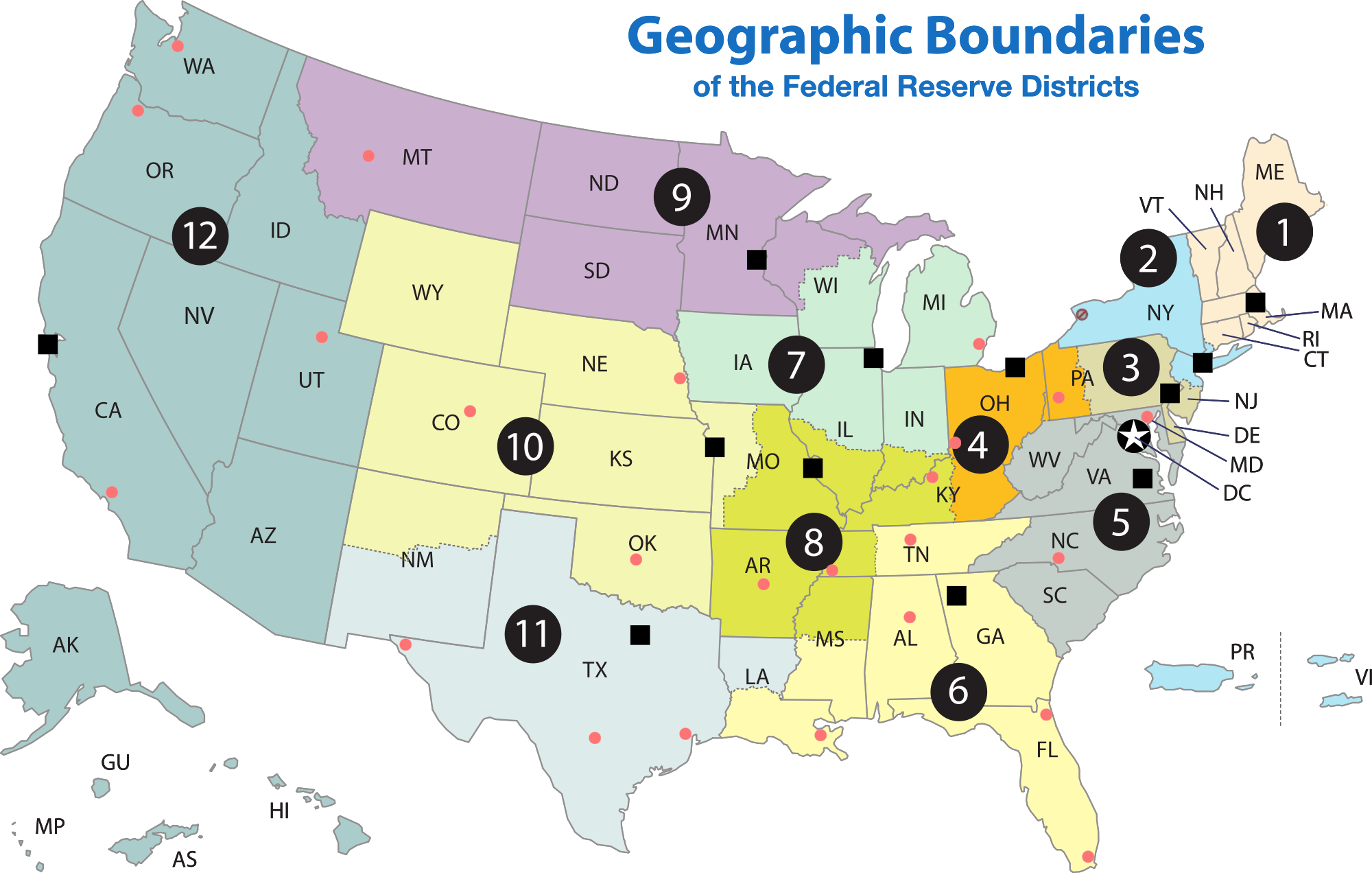
Mapa dos Distritos da Reserva Federal – círculos pretos, Bancos da Reserva Federal – quadrados pretos, Filiais dos Distritos – círculos vermelhos e Sede em Washington – estrela/círculo preto

O presidente Wilson não esperou para concluir a Lei da Receita de 1913 antes de prosseguir para o próximo item de sua agenda: o setor bancário. A Grã-Bretanha e a Alemanha tinham fortes controlos financeiros através de bancos centrais geridos pelo governo, mas os Estados Unidos não tinham um banco central desde a Guerra Bancária da década de 1830.  Após o Pânico de 1907, houve um acordo geral entre banqueiros e líderes de ambos os partidos sobre a necessidade de criar algum tipo de sistema bancário central para fornecer coordenação durante emergências financeiras. A maioria dos líderes também buscou uma reforma monetária, pois acreditavam que os cerca de US$ 3,8 bilhões em moedas e notas não forneceriam um suprimento monetário adequado durante crises financeiras. Sob a liderança do senador republicano conservador Nelson Aldrich, a Comissão Monetária Nacional apresentou um plano para estabelecer um sistema bancário central que emitiria moeda e forneceria supervisão e empréstimos aos bancos do país. No entanto, muitos progressistas liderados por Bryan desconfiavam do plano devido ao grau de influência que os banqueiros teriam sobre o sistema bancário central. Confiando fortemente no conselho de Louis Brandeis, Wilson procurou um meio-termo entre progressistas como Bryan e republicanos conservadores como Aldrich.  Ele declarou que o sistema bancário deve ser “público, não privado, [e] deve ser investido no próprio governo, de modo que os bancos devem ser os instrumentos, não os donos, dos negócios”. 
Os congressistas democratas Carter Glass e Robert L. Owen elaboraram um plano de compromisso no qual bancos privados controlariam doze Bancos Regionais da Reserva Federal, mas o controle final do sistema seria colocado em um conselho central composto por indicados presidenciais. O sistema de doze bancos regionais foi projetado com o objetivo de diminuir a influência de Wall Street. Wilson convenceu os apoiantes de Bryan de que o plano satisfazia as suas exigências de uma moeda elástica, porque as notas da Reserva Federal seriam obrigações do governo.  O projeto de lei foi aprovado pela Câmara em setembro de 1913, mas enfrentou forte oposição no Senado. Wilson convenceu democratas suficientes para derrotar uma emenda proposta pelo presidente do banco, Frank A. Vanderlip, que daria aos bancos privados maior controle sobre o sistema bancário central. O Senado então votou por 54–34 para aprovar a Lei da Reserva Federal. Wilson sancionou o projeto de lei em dezembro de 1913.  O presidente nomeou Paul Warburg e outros banqueiros proeminentes para dirigir o novo sistema. Embora o poder devesse ser descentralizado, a filial de Nova Iorque dominou a Reserva Federal como o "primeiro entre iguais".  O novo sistema começou a operar em 1915 e desempenhou um papel importante no financiamento dos esforços de guerra dos Aliados e dos Estados Unidos na Primeira Guerra Mundial. 

#### Legislação antitruste

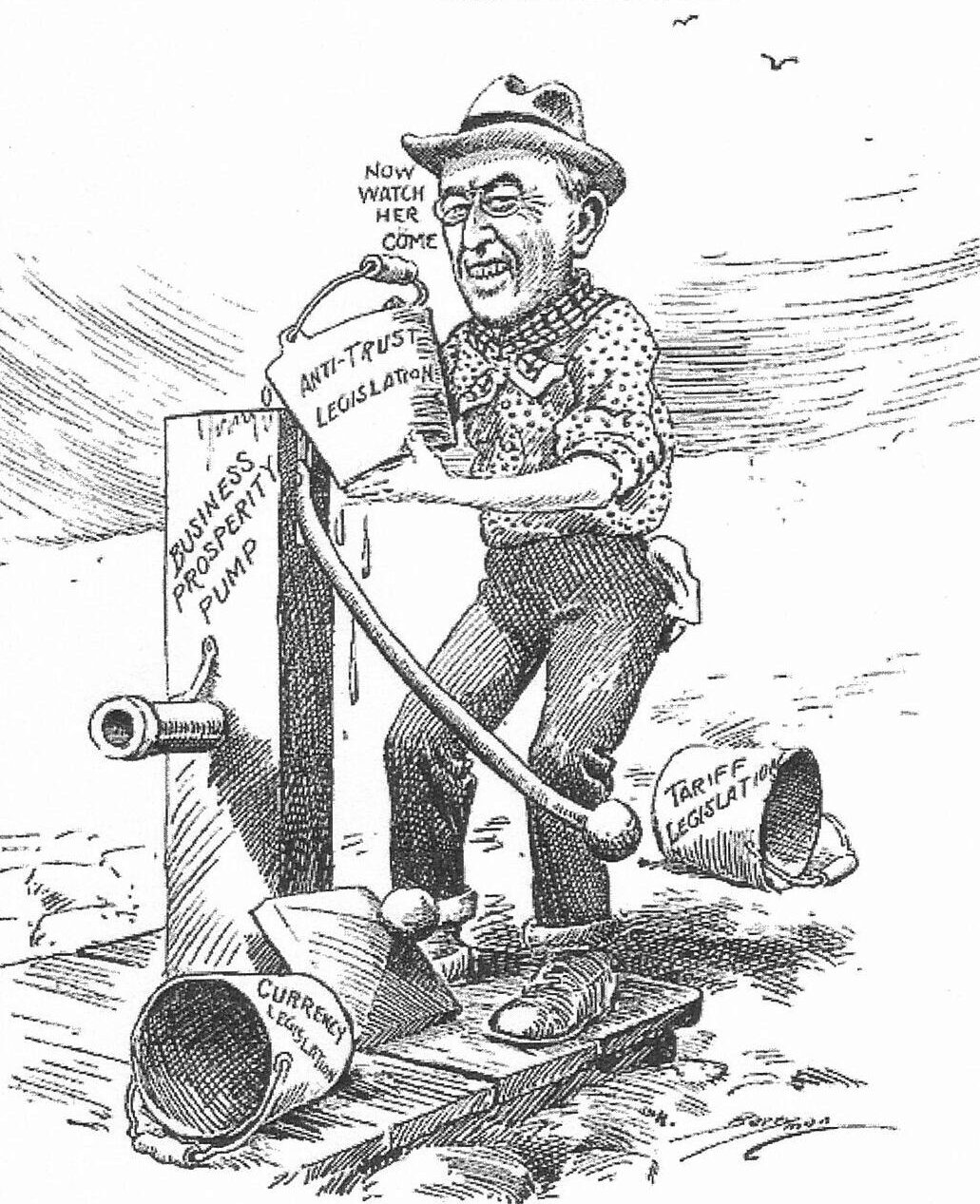
Numa caricatura de 1913, Wilson prepara a economia com leis tarifárias, monetárias e antitruste

O próximo item da agenda era a legislação antitruste para substituir a Lei Antitruste Sherman de 1890.  A Lei Antitruste Sherman proibiu qualquer "contrato, combinação... ou conspiração, em restrição ao comércio", mas se mostrou ineficaz em impedir o surgimento de grandes combinações de negócios conhecidas como trustes. Roosevelt e Taft intensificaram os processos antitruste pelo Departamento de Justiça, mas muitos progressistas desejavam uma legislação que fizesse mais para impedir que os trusts dominassem a economia. Enquanto Roosevelt acreditava que os trusts poderiam ser separados em "trusts bons" e "trusts ruins" com base em seus efeitos na economia em geral, Wilson defendeu a dissolução de todos os trusts durante sua campanha presidencial de 1912. Em dezembro de 1913, Wilson pediu ao Congresso que aprovasse uma lei antitruste que proibisse muitas práticas anticompetitivas. Um mês depois, em Janeiro de 1914, ele também pediu a criação de uma comissão comercial interestadual, eventualmente conhecida como Comissão Federal de Comércio (FTC), que presidiria à dissolução de trusts, mas não desempenharia qualquer papel na própria acção antitrust. 
Com o apoio de Wilson, o congressista Henry Clayton Jr. apresentou um projeto de lei que proibiria diversas práticas anticompetitivas, como preços discriminatórios, vinculação, negociação exclusiva e diretorias interligadas. O projeto de lei também permitiu que indivíduos iniciassem ações antitruste e limitou a aplicabilidade das leis antitruste aos sindicatos.  À medida que a dificuldade de proibir todas as práticas anticompetitivas por meio de legislação se tornou clara, o presidente Wilson passou a favorecer uma legislação que concedesse à FTC maior poder discricionário para investigar violações antitruste e aplicar as leis antitruste independentemente do Departamento de Justiça. A Lei da Comissão Federal de Comércio de 1914, que incorporou as ideias de Wilson sobre a FTC, foi aprovada pelo Congresso com apoio bipartidário, e Wilson sancionou o projeto de lei em setembro de 1914.  Um mês depois, Wilson assinou a Lei Antitruste Clayton de 1914, que se baseou na Lei Sherman ao definir e proibir diversas práticas anticompetitivas.  

#### Questões trabalhistas
O presidente Taft criou a Comissão de Relações Industriais para estudar questões trabalhistas, mas o Senado rejeitou todos os seus indicados para a comissão. Ao assumir o cargo, Wilson nomeou uma mistura de conservadores e reformistas progressistas, com o presidente da comissão, Frank P. Walsh, se enquadrando no último grupo. A comissão ajudou a expor inúmeros abusos laborais em todo o país, e Walsh propôs reformas destinadas a fortalecer os sindicatos.  Antes de sua primeira posse presidencial, Wilson teve um relacionamento difícil com líderes sindicais como Samuel Gompers da Federação Americana do Trabalho, e ele geralmente acreditava que os trabalhadores eram mais bem protegidos por leis do que por sindicatos.  Wilson e o Secretário do Trabalho William Bauchop Wilson rejeitaram as reformas propostas por Walsh e, em vez disso, concentraram-se em usar o Departamento do Trabalho para mediar conflitos entre os trabalhadores e a propriedade.  As políticas trabalhistas da administração de Wilson foram testadas por uma greve contra a Colorado Fuel and Iron Company no final de 1913 e início de 1914. A empresa rejeitou as tentativas de mediação do Departamento do Trabalho, e uma milícia controlada pela empresa atacou um acampamento de mineiros no que ficou conhecido como Massacre de Ludlow. A pedido do governador do Colorado, o governo Wilson enviou tropas para pôr fim à disputa, mas os esforços de mediação falharam depois que o sindicato cancelou a greve devido à falta de fundos. 
Em meados de 1916, uma grande greve ferroviária colocou em risco a economia do país. O presidente convocou as partes para uma cúpula na Casa Branca em agosto. Depois de dois dias e nenhum resultado, Wilson decidiu resolver a questão, usando a jornada máxima de trabalho de oito horas como ponto central. O Congresso aprovou a Lei Adamson, que incorporou a proposta do presidente de jornada de trabalho de oito horas para ferrovias. Como resultado, a greve foi cancelada. Wilson levou o crédito na campanha de outono por evitar um desastre econômico nacional. Conservadores voltados para os negócios denunciaram a medida como uma traição aos sindicatos, e os republicanos fizeram dela uma grande questão de campanha. A Lei Adamson foi a primeira lei federal que regulamentou as horas trabalhadas por empregados privados e foi confirmada pela Suprema Corte.   
Wilson achava que uma lei sobre trabalho infantil provavelmente seria inconstitucional, mas mudou de ideia em 1916, com a aproximação de uma eleição acirrada. Em 1916, após intensas campanhas do Comitê Nacional do Trabalho Infantil (NCLC) e da Liga Nacional dos Consumidores, o Congresso aprovou a Lei Keating-Owen por ampla maioria. Tornou-se ilegal enviar mercadorias no comércio interestadual se elas fossem feitas em fábricas que empregassem crianças menores de idade. Os democratas do sul se opuseram, mas não obstruíram a iniciativa. Wilson aprovou o projeto de lei no último minuto, sob pressão dos líderes do partido, que enfatizaram o quão popular a ideia era, especialmente entre a classe emergente de eleitoras. Ele disse aos congressistas democratas que eles precisavam aprovar essa lei e também uma lei de indenização trabalhista para satisfazer o movimento progressista nacional e vencer a eleição de 1916 contra um Partido Republicano reunificado. Foi a primeira lei federal sobre trabalho infantil. Entretanto, a Suprema Corte dos EUA revogou a lei em Hammer v. Dagenhart (1918). O Congresso então aprovou uma lei taxando empresas que utilizassem trabalho infantil, mas ela foi derrubada pela Suprema Corte no caso Bailey v. Drexel Furniture (1923). O trabalho infantil foi finalmente abolido na década de 1930.   Ele aprovou a meta de melhorar as duras condições de trabalho dos marinheiros mercantes e assinou a Lei dos Marinheiros de LaFollette de 1915.   Foram também aprovadas várias outras medidas destinadas a melhorar os salários e as condições de outras categorias de trabalhadores. 
Wilson também encarregou os membros da Ordem Fraternal das Águias de estudar as leis de pensão por velhice no exterior para ver se tais leis poderiam ser introduzidas nos Estados Unidos. Conforme observado por um senador estadual anos mais tarde, “foi assim que se descobriu que os cuidados institucionais para os idosos eram dispendiosos”.  As pensões para os funcionários públicos federais foram introduzidas em 1920,  mas só em 1935 foi aprovada uma legislação que estabelecia um sistema nacional de pensões de velhice. 
Embora o Congresso tenha sido dominado por progressistas  durante grande parte do mandato de Wilson, várias medidas trabalhistas não foram aprovadas. Em março de 1914, um projeto de lei foi aprovado na Câmara dos Representantes prevendo a criação de um departamento de segurança e saúde ocupacional no Departamento do Trabalho, e no mesmo mês um projeto de lei também foi aprovado na Câmara permitindo que os estados proibissem a entrada de produtos feitos por trabalhadores condenados. No entanto, a oposição no Senado impediu que ambos os projetos fossem aprovados.   Alguns anos mais tarde, Meyer London (o único representante socialista no Congresso) apresentou uma resolução na Câmara dos Representantes solicitando a nomeação de uma comissão para planear o combate ao desemprego e criar um fundo nacional de seguro.  A resolução de Londres, que enfrentou a oposição tanto do trabalho organizado como da indústria dos seguros, não foi aprovada, com 138 votos contra, 106 abstenções,  e apenas 189 representantes da Câmara a votarem a favor, enquanto nenhuma outra acção foi tomada relativamente à resolução, apesar de permanecer no calendário da Câmara.  Mais tarde, em setembro de 1918, um projeto de lei foi aprovado na Câmara dos Representantes com 252 votos a favor e 17 votos contra, prevendo um salário mínimo para os funcionários federais.  No entanto, o projeto de lei estagnou no Senado e não foi aprovado durante o restante da presidência de Wilson. 

#### Questões agrícolas
As políticas agrícolas do presidente Wilson foram fortemente influenciadas por Walter Hines Page, que era a favor de uma reorganização do Departamento de Agricultura dos EUA para dar menos ênfase à pesquisa científica e mais ênfase ao uso do departamento para fornecer educação e outros serviços diretamente aos agricultores.  O secretário de Agricultura, David F. Houston, presidiu a implementação de muitas das reformas propostas por Page e trabalhou com o congressista Asbury Francis Lever para apresentar o projeto de lei que se tornou a Lei Smith-Lever de 1914. Este ato estabeleceu subsídios governamentais para um programa de demonstração agrícola, permitindo que agricultores experimentassem voluntariamente técnicas agrícolas favorecidas por especialistas agrícolas. Os defensores da Lei Smith-Lever superaram muitas objeções dos conservadores ao adicionar disposições para reforçar o controle local do programa. Faculdades agrícolas locais supervisionavam os agentes de extensão agrícola, e os agentes eram proibidos de operar sem a aprovação dos governos dos condados. Em 1924, três quartos dos condados orientados para a agricultura nos Estados Unidos participaram no programa de extensão agrícola.  Com a onda do Modelo T aumentando, a demanda por estradas melhores era irresistível, com esforços coordenados pela Associação Americana de Automóveis (formada em 1902) e pela Associação Americana de Oficiais de Rodovias Estaduais (formada em 1914). O slogan era "Tire a América da Lama!" A Lei Federal de Auxílio Rodoviário de 1916 forneceu subsídios federais para a construção de estradas em todos os estados.  Foram também aprovadas várias outras medidas destinadas a apoiar os agricultores. 
Wilson não gostou do envolvimento excessivo do governo na Lei Federal de Empréstimos Agrícolas, que criou doze bancos regionais autorizados a fornecer empréstimos com juros baixos aos agricultores. No entanto, ele precisava do voto agrícola para sobreviver à próxima eleição de 1916, então ele o assinou.  

#### Filipinas e Porto Rico
Wilson adotou a política democrática de longa data contra a posse de colônias e trabalhou pela autonomia gradual e independência final das Filipinas, que havia sido adquirida da Espanha na Guerra Hispano-Americana. As fases finais da Guerra Filipino-Americana ainda estavam em andamento durante os primeiros meses da presidência de Wilson, com a vitória americana na Batalha de Bud Bagsak em junho de 1913, pondo fim a quase 15 anos de resistência antiamericana nas ilhas. Herdando a política filipina de seus antecessores, Wilson aumentou a autogovernança nas ilhas ao conceder aos filipinos maior controle sobre o Legislativo filipino. A Câmara aprovou uma medida para conceder independência total às Filipinas, mas os republicanos bloquearam a proposta no Senado. A Lei Jones de 1916 comprometeu os Estados Unidos com a eventual independência das Filipinas; a independência ocorreu em 1946.  A Lei Jones de 1917 elevou o status de Porto Rico, que também havia sido adquirido da Espanha em 1898. O ato, que substituiu a Lei Foraker, criou o Senado de Porto Rico, estabeleceu uma declaração de direitos e autorizou a eleição de um Comissário Residente (anteriormente nomeado pelo presidente) para um mandato de quatro anos. A lei também concedeu aos porto-riquenhos a cidadania americana e isentou os títulos porto-riquenhos de impostos federais, estaduais e locais. 

#### Política de imigração
A imigração era uma questão muito contestada antes da Guerra Mundial, mas o Presidente Wilson deu pouca atenção ao assunto, embora ele próprio tivesse raízes imigrantes.  Em 1913, a Califórnia promulgou a Lei de Terras Estrangeiras da Califórnia de 1913 para excluir cidadãos japoneses não residentes de possuir qualquer terra no estado. O governo japonês protestou veementemente, e Wilson enviou Bryan para a Califórnia para mediar. Bryan não conseguiu que a Califórnia relaxasse as restrições, e Wilson aceitou a lei, embora ela violasse um tratado de 1911 com o Japão. A lei gerou ressentimento no Japão que perdurou até as décadas de 1920 e 1930.  
Quando os Estados Unidos entraram na guerra, muitos irlandeses e germano-americanos ficaram alienados — eles não queriam ajudar a Grã-Bretanha ou lutar contra a Alemanha. Esses elementos irlandeses e alemães "americanos hifenizados" repeliram Wilson porque ele acreditava que eles eram motivados a ajudar os objetivos da Irlanda e da Alemanha, não as necessidades e valores dos Estados Unidos. Muitos reagiram votando contra os democratas em 1918 e 1920.   
A migração da Europa, ou o retorno a ela, terminou em 1914, quando as nações europeias fecharam suas fronteiras durante a Primeira Guerra Mundial.  O progressismo de Wilson encorajou sua crença de que os imigrantes do sul e do leste da Europa, embora pobres e analfabetos, poderiam se assimilar a uma classe média branca homogênea, e ele se opôs às políticas restritivas de imigração que muitos membros de ambos os partidos favoreciam. Wilson vetou a Lei de Imigração de 1917, mas o Congresso anulou o veto. O objetivo da lei era reduzir a imigração europeia não qualificada exigindo testes de alfabetização. Foi a primeira lei dos EUA a restringir a imigração da Europa e prenunciou as leis de imigração mais restritivas da década de 1920. 

### Frente interna durante a Primeira Guerra Mundial

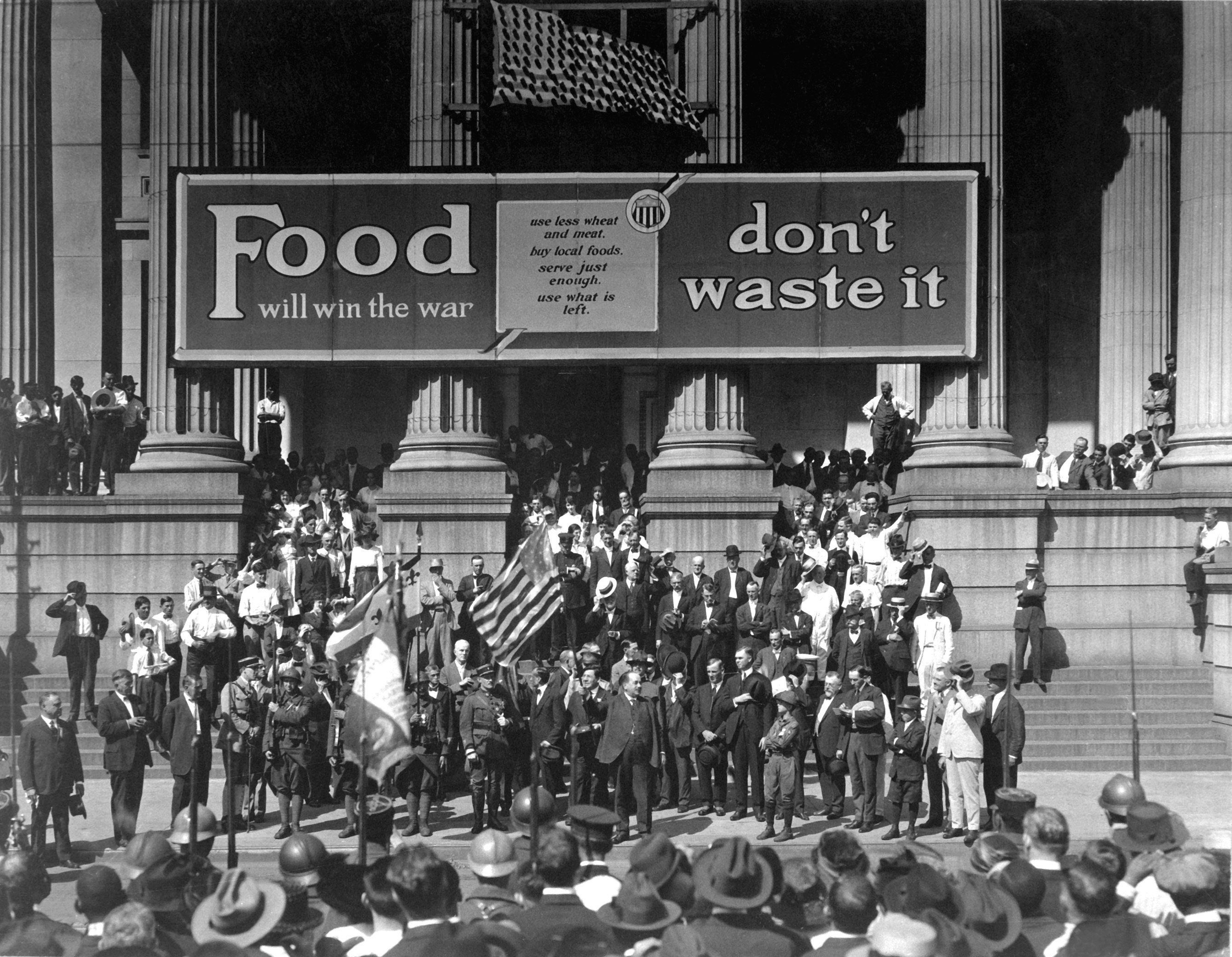
Campanha Liberty Loan em frente à Prefeitura de Nova Orleans. Na Prefeitura há uma faixa com os dizeres: "A comida vencerá a guerra — não a desperdice".

Com a entrada dos Estados Unidos na Primeira Guerra Mundial em abril de 1917, Wilson se tornou líder de uma nação mal preparada, com mão de obra renovada e a maior base industrial e financeira do mundo. Ele criou o Conselho das Indústrias de Guerra, liderado por Bernard Baruch, para definir políticas e metas de fabricação de guerra. Levou muitos meses para que funcionasse corretamente. Herbert Hoover voltou de seu famoso trabalho de resgate na Bélgica para rapidamente liderar a Administração de Alimentos para fornecer alimentos para o país e para a coalizão Aliada, cujos agricultores mais jovens estavam nos exércitos. Uma nova Administração de Combustíveis dos Estados Unidos, liderada por Harry Augustus Garfield, introduziu o horário de verão e racionou o fornecimento de combustível para enviar mais petróleo para a Europa. William McAdoo assumiu o comando dos esforços de títulos de guerra; Vance C. McCormick chefiou o Conselho de Comércio de Guerra. Esses homens, conhecidos coletivamente como o "gabinete de guerra", reuniam-se semanalmente com Wilson.  O Departamento de Estado era chefiado por Robert Lansing, mas Wilson e seu principal conselheiro, o Coronel House, assumiram o controle total das políticas de guerra. Wilson delegou um alto grau de autoridade sobre a retaguarda aos seus subordinados. Ele deixou em grande parte os assuntos militares para os seus departamentos de Guerra e Marinha 

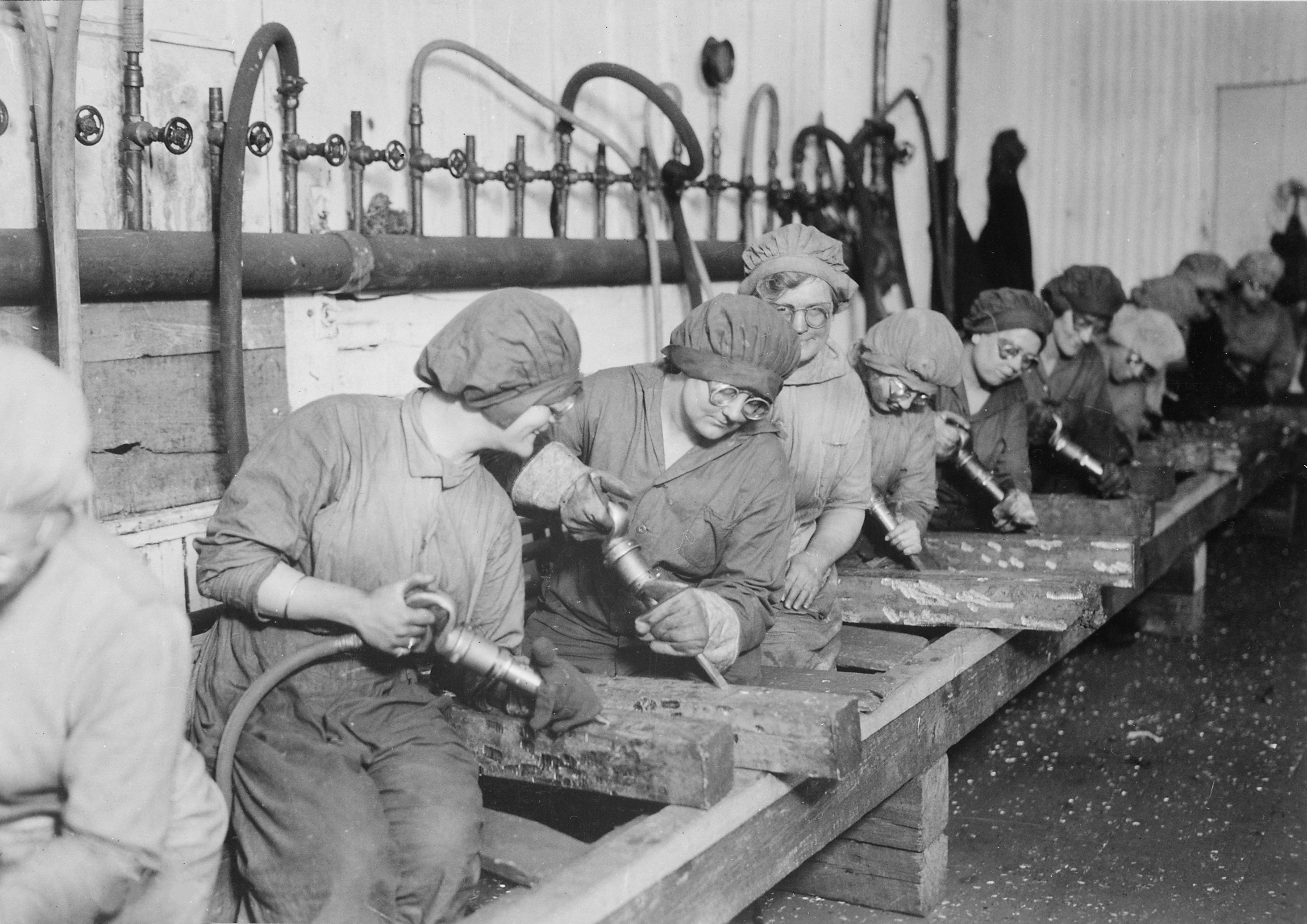
Mulheres trabalhadoras em lojas de artilharia, Pensilvânia, 1918

A grande maioria dos sindicatos, incluindo a AFL e as irmandades ferroviárias, apoiaram o esforço de guerra e foram recompensados por seus esforços com altos salários e acesso a Wilson. Os sindicatos registaram um enorme crescimento no número de membros e nos salários durante a guerra, e as greves eram raras.  Wilson criou o National War Labor Board (NWLB) para mediar disputas trabalhistas em tempos de guerra, mas a organização demorou a ser feita, e o Departamento do Trabalho forneceu serviços de mediação na maioria das disputas. As políticas trabalhistas de Wilson continuaram a enfatizar a mediação e o acordo de todas as partes. Quando a Smith & Wesson se recusou a concordar com uma decisão da NWLB, o Departamento de Guerra assumiu o controlo da empresa de armas e forçou os funcionários a regressarem ao trabalho. 

#### Financiando a guerra
Grandes quantias de dinheiro eram necessárias para financiar a guerra — para comprar alimentos e munições para os soldados, pagá-los e emprestar 7 mil milhões de dólares aos Aliados para as suas necessidades de compra.  O PIB em 1917 mais 1918 foi de US$ 124 bilhões. Como o dólar valia cerca de US$ 20 em 2021, isso equivale a cerca de US$ 2,5 trilhões em dólares de 2021. O custo militar original da guerra foi de US$ 28 bilhões; contando também os custos não militares, o total chega a US$ 33 bilhões. Não estão incluídos os totais finais muito maiores para benefícios e juros de veteranos.  
Os Estados Unidos tiveram de longe o melhor desempenho financeiro de todos os países na guerra. No total, foram arrecadados 38 mil milhões de dólares, 36% provenientes de impostos e 64% de obrigações.  Cinco campanhas "Liberty Loan" induziram as pessoas a economizar mais de US$ 20 bilhões em títulos de poupança. Isso significava que os gastos civis eram transferidos para o futuro, quando os títulos vencessem. Os impostos foram aumentados, especialmente sobre o imposto de renda dos ricos e sobre os lucros corporativos, bem como sobre luxos, tabaco e bebidas alcoólicas. O novo Sistema da Reserva Federal expandiu a oferta de moeda e os preços dobraram. Pessoas com renda fixa sofreram uma queda acentuada no poder de compra; os recursos econômicos que não usavam mais foram desviados para a produção de guerra. Ou seja, a inflação era um imposto oculto que se somava aos impostos óbvios. O governo garantiu que fazendeiros e trabalhadores de guerra tivessem rendas mais altas — um forte incentivo para mudar do setor civil para o de munições. O financiamento da guerra foi amplamente bem-sucedido. As gerações posteriores de contribuintes absorveram cerca de metade do custo económico da guerra, e as pessoas da época absorveram a outra metade. 
Os empréstimos estrangeiros estabilizaram as economias aliadas e fortaleceram sua capacidade de lutar e produzir armas, ajudando assim o esforço de guerra americano. No final da guerra, os Estados Unidos tornaram-se uma nação credora pela primeira vez na sua história.  Mas os empréstimos causaram inúmeros problemas diplomáticos quando Washington, na década de 1920, exigiu (e não obteve) o reembolso integral. Em 1932, 90% foram amortizados devido à Grande Depressão; depois disso, a questão foi amplamente esquecida e os empréstimos foram finalmente pagos em 1951. 
No meio da guerra, o orçamento federal disparou de mil milhões de dólares no ano fiscal de 1916 para 19 mil milhões de dólares no ano fiscal de 1919.  A Lei de Receita de Guerra de 1917 aumentou a alíquota máxima do imposto para 67%, aumentou consideravelmente o número de americanos que pagavam imposto de renda (aproximadamente 5,5 milhões de americanos pagavam imposto de renda em 1920) e aplicou um imposto sobre lucros excedentes às empresas. A Lei da Receita de 1918 aumentou a taxa máxima de imposto para 77 por cento e aumentou ainda mais outros impostos. 

#### Propaganda

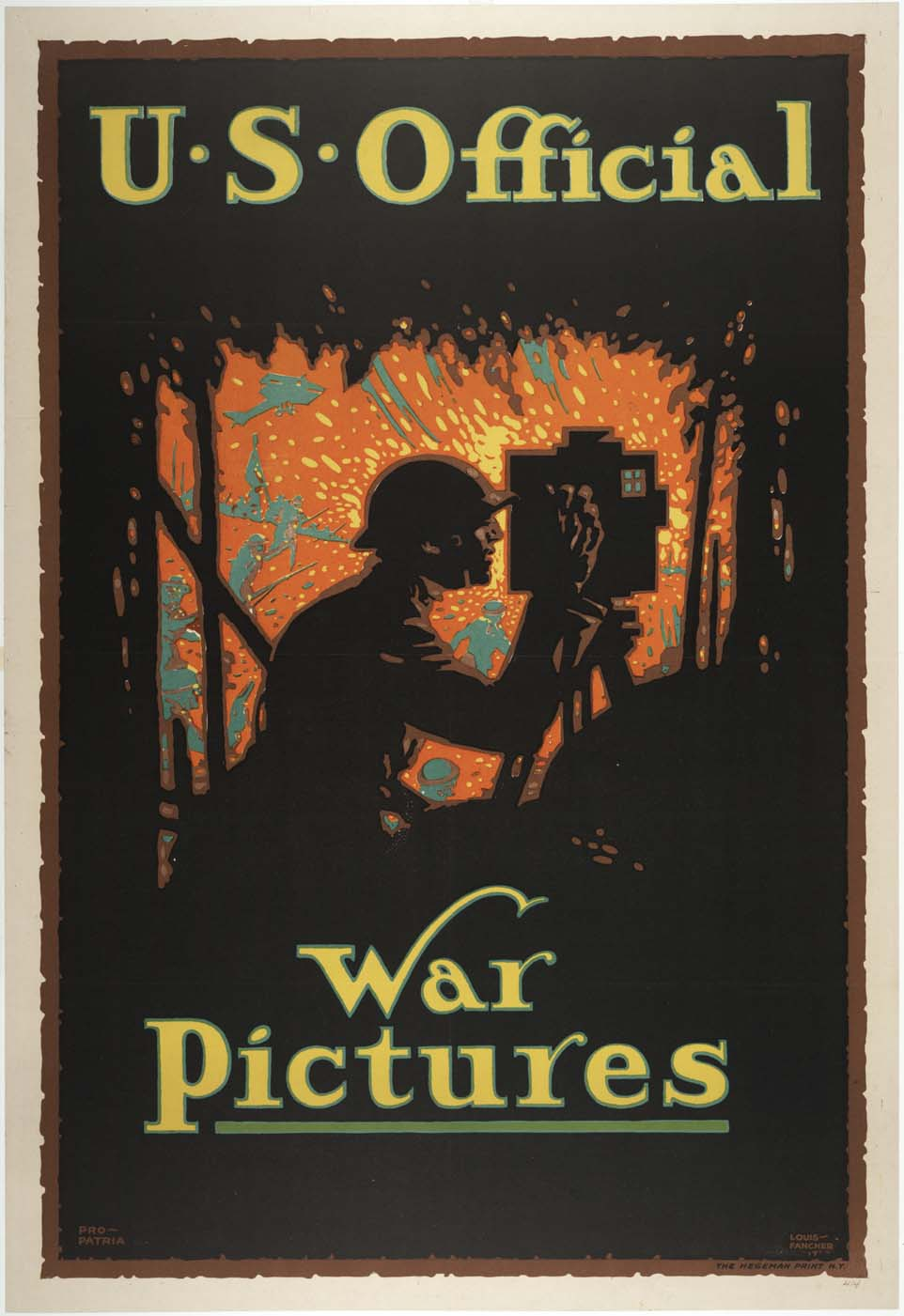
"U.S. Official War Pictures", pôster do CPI por Louis D. Fancher

Wilson fundou o primeiro escritório de propaganda moderno, o Comitê de Informação Pública (CPI), liderado por George Creel.   Creel decidiu alcançar sistematicamente cada pessoa nos Estados Unidos diversas vezes com informações patrióticas sobre como o indivíduo poderia contribuir para o esforço de guerra. Ele criou divisões em sua nova agência para produzir e distribuir inúmeras cópias de cartazes, panfletos, comunicados de jornais, anúncios de revistas, filmes, campanhas escolares e discursos dos Four Minute Men. A CPI também trabalhou com os Correios para censurar a contrapropaganda sediciosa.  O CPI treinou milhares de palestrantes voluntários para fazer apelos patrióticos durante os intervalos de quatro minutos necessários para trocar os rolos nos cinemas. Os voluntários do CPI também falaram em igrejas, lojas, organizações fraternais, sindicatos e até mesmo em acampamentos de madeireiros. Creel gabou-se de que, em 18 meses, os seus 75.000 voluntários fizeram mais de 7,5 milhões de discursos de quatro minutos a mais de 300 milhões de ouvintes, numa nação de 103 milhões de pessoas. 

Ridicularizando as alegações alemãs de cultura superior. Harry R. Hopps

#### Deslealdade
Para combater a deslealdade ao esforço de guerra em casa, Wilson fez passar no Congresso a Lei de Espionagem de 1917 e a Lei de Sedição de 1918 para suprimir declarações anti-britânicas, pró-alemãs ou anti-guerra.  Ao mesmo tempo que acolheu os socialistas que apoiavam a guerra, pressionou para que fossem presos e deportados os inimigos nascidos no estrangeiro.  Após a guerra, muitos imigrantes recentes, estrangeiros residentes sem cidadania americana, que se opuseram à participação dos Estados Unidos na guerra, foram deportados para a Rússia ou outras nações, ao abrigo dos poderes concedidos pela Lei de Imigração de 1918.   A administração Wilson confiou fortemente nas forças policiais estaduais e locais, bem como em organizações voluntárias locais, para fazer cumprir as leis de guerra.  Anarquistas, membros dos Trabalhadores Industriais do Mundo e outros grupos anti-guerra que tentavam sabotar o esforço de guerra foram alvos do Departamento de Justiça; muitos dos seus líderes foram presos por incitação à violência, espionagem ou sedição.   Eugene Debs, o candidato presidencial socialista de 1912, foi condenado por encorajar jovens a fugir do alistamento. Em resposta às preocupações sobre as liberdades civis, a União Americana pelas Liberdades Civis (ACLU), uma organização privada dedicada à defesa da liberdade de expressão, foi fundada em 1917. 
Wilson apelou aos eleitores nas eleições de meio de mandato de 1918 para que elegessem democratas como um endosso às suas políticas. No entanto, os republicanos conquistaram os alienados germano-americanos e assumiram o controlo.  Wilson recusou-se a coordenar ou a chegar a um compromisso com os novos líderes da Câmara e do Senado — o senador Henry Cabot Lodge tornou-se o seu inimigo. 

### Lei Seca
A Lei Seca desenvolveu-se como uma reforma imparável durante a guerra, mas Wilson e a sua administração desempenharam apenas um papel secundário na sua aprovação.  Uma combinação do movimento de temperança, ódio a tudo que é alemão (incluindo cerveja e bares) e ativismo de igrejas e mulheres levou à ratificação de uma emenda para proibir a bebida nos Estados Unidos. Uma emenda constitucional foi aprovada em ambas as casas em dezembro de 1917 por 2/3 dos votos. Em 16 de janeiro de 1919, a Décima Oitava Emenda foi ratificada por 36 dos 48 estados necessários. Em 28 de outubro de 1919, o Congresso aprovou uma legislação habilitadora, a Lei Volstead, para aplicar a Décima Oitava Emenda. Wilson sentiu que a Lei Seca era inexequível, mas seu veto à Lei Volstead foi anulado pelo Congresso.  A proibição começou em 16 de janeiro de 1920; a fabricação, importação, venda e transporte de álcool foram proibidos, exceto em casos específicos (como o vinho usado para fins religiosos). 

### Sufrágio feminino
Wilson se opôs reservadamente ao sufrágio feminino até 1911 porque sentia que as mulheres não tinham a experiência pública necessária para serem boas eleitoras. Observar as evidências reais de como as eleitoras se comportavam nos estados do oeste mudou sua opinião, e ele passou a sentir que elas poderiam de fato ser boas eleitoras. Ele não falou publicamente sobre o assunto, exceto para ecoar a posição do Partido Democrata de que o sufrágio era uma questão de estado, principalmente devido à forte oposição no Sul branco aos direitos de voto dos negros. 
Uma vitória do sufrágio no estado de Nova York, combinada com o papel cada vez mais proeminente que as mulheres assumiram no esforço de guerra nas fábricas e em casa, convenceu Wilson e muitos outros a apoiarem totalmente o sufrágio feminino nacional. Em um discurso perante o Congresso em janeiro de 1918, Wilson endossou pela primeira vez o direito nacional ao voto: "Fizemos das mulheres parceiras nesta guerra... Devemos admiti-las apenas em uma parceria de sofrimento, sacrifício e trabalho e não em uma parceria de privilégio e direito?"  Mais tarde, em janeiro, a Câmara aprovou rapidamente uma emenda constitucional prevendo o sufrágio feminino em uma votação de 274 a 136, mas a campanha pelo sufrágio feminino estagnou no Senado. Enquanto a grande maioria dos republicanos era a favor da emenda, os democratas do Sul opuseram-se.  Wilson pressionou continuamente os senadores a votarem a favor do projeto de lei e, em junho de 1919, o Senado aprovou a emenda. O número necessário de estados ratificou a Décima Nona Emenda em agosto de 1920.  No mesmo ano, Wilson nomeou Helen H. Gardener para um assento na Comissão de Serviço Civil dos Estados Unidos, o cargo mais alto que uma mulher já ocupou no governo federal até então. 

### Desmobilização e Primeiro Pânico Vermelho
A liderança de Wilson na política interna após a guerra foi complicada por seu foco no Tratado de Versalhes e pela oposição do Congresso controlado pelos republicanos. Terminou no final de 1919 com sua incapacidade.  Um plano para formar uma comissão com o propósito de desmobilizar o esforço de guerra foi abandonado devido ao controle republicano do Senado, já que os republicanos poderiam bloquear a nomeação de membros da comissão. Em vez disso, Wilson favoreceu o rápido desmantelamento dos conselhos e agências reguladoras em tempo de guerra.  Embora McAdoo e outros fossem a favor da extensão do controlo governamental das ferrovias sob a Administração Ferroviária dos Estados Unidos, o Congresso aprovou a Lei Esch-Cummins, que restaurou o controlo privado em 1920. 
A desmobilização do exército foi caótica e violenta; quatro milhões de soldados foram mandados para casa com pouco planejamento, pouco dinheiro, poucos benefícios e promessas vagas. Uma bolha nos preços das terras agrícolas durante a guerra estourou, deixando muitos agricultores profundamente endividados depois que eles compraram novas terras. Grandes greves nas indústrias siderúrgica, do carvão e da indústria de carnes perturbaram a economia em 1919.  O país também foi atingido pela pandemia de gripe, que matou mais de 600.000 americanos em 1918 e 1919.  Um colapso maciço dos preços agrícolas foi evitado em 1919, no início de 1920, através dos esforços da Administração Alimentar de Hoover, mas os preços caíram substancialmente no final de 1920.  Após o término dos contratos de guerra em 1920, a economia mergulhou numa grave recessão,  e o desemprego subiu para 11,9%. 
Após a Revolução de Outubro na Rússia, alguns na América temeram a possibilidade de uma agitação de inspiração comunista. Esses medos foram inflamados pelos atentados anarquistas de 1919 nos Estados Unidos, conduzidos pelo anarquista Luigi Galleani e seus seguidores.  Os medos sobre a subversão da extrema esquerda, combinados com um clima nacional patriótico, levaram ao "Primeiro Pânico Vermelho". O procurador-geral A. Mitchell Palmer convenceu Wilson a adiar a anistia para aqueles que tinham sido condenados por sedição em tempo de guerra, e lançou os ataques de Palmer para suprimir organizações radicais.  As atividades de Palmer encontraram resistência dos tribunais e de alguns altos funcionários federais, mas Wilson, que estava fisicamente incapacitado no final de 1919, não foi informado sobre os ataques.  

### Direitos civis

#### Escritórios governamentais segregados
O historiador Kendrick Clements argumenta que "Wilson não tinha nada do racismo grosseiro e cruel de James K. Vardaman ou Benjamin R. Tillman, mas era insensível aos sentimentos e aspirações afro-americanos".  A segregação de cargos governamentais e as práticas discriminatórias de contratação foram iniciadas pelo presidente Theodore Roosevelt e continuadas pelo presidente Taft, mas o governo Wilson intensificou a prática.  No primeiro mês de Wilson no cargo, o director-geral dos correios, Albert S. Burleson, levantou a questão da segregação dos locais de trabalho numa reunião de gabinete e instou o presidente a estabelecê-la em todo o governo, nas casas de banho, nas cafetarias e nos espaços de trabalho.  O secretário do Tesouro, William G. McAdoo, também permitiu que funcionários de escalão inferior segregassem racialmente os funcionários nos locais de trabalho desses departamentos. Embora Wilson não tenha emitido uma ordem executiva sobre a segregação, no final de 1913 muitos departamentos, incluindo a Marinha, tinham espaços de trabalho, banheiros e refeitórios segregados.  Durante o mandato de Wilson, o governo também começou a exigir fotografias de todos os candidatos a empregos federais. 
Ross Kennedy escreve que o apoio de Wilson à segregação estava de acordo com a opinião pública predominante,  mas a sua mudança nas práticas federais foi protestada em cartas de negros e brancos à Casa Branca, em reuniões de massa, em campanhas de jornais e em declarações oficiais de grupos religiosos negros e brancos.  Os apoiantes afro-americanos do presidente, que tinham cruzado as linhas partidárias para votar nele em 1912, ficaram amargamente desiludidos e eles e os líderes do Norte protestaram contra as mudanças.  Wilson defendeu a política de segregação de sua administração em uma carta de julho de 1913, respondendo a Oswald Garrison Villard, editor do New York Evening Post e membro fundador da NAACP; Wilson sugeriu que a segregação removeu o "atrito" entre as raças. 

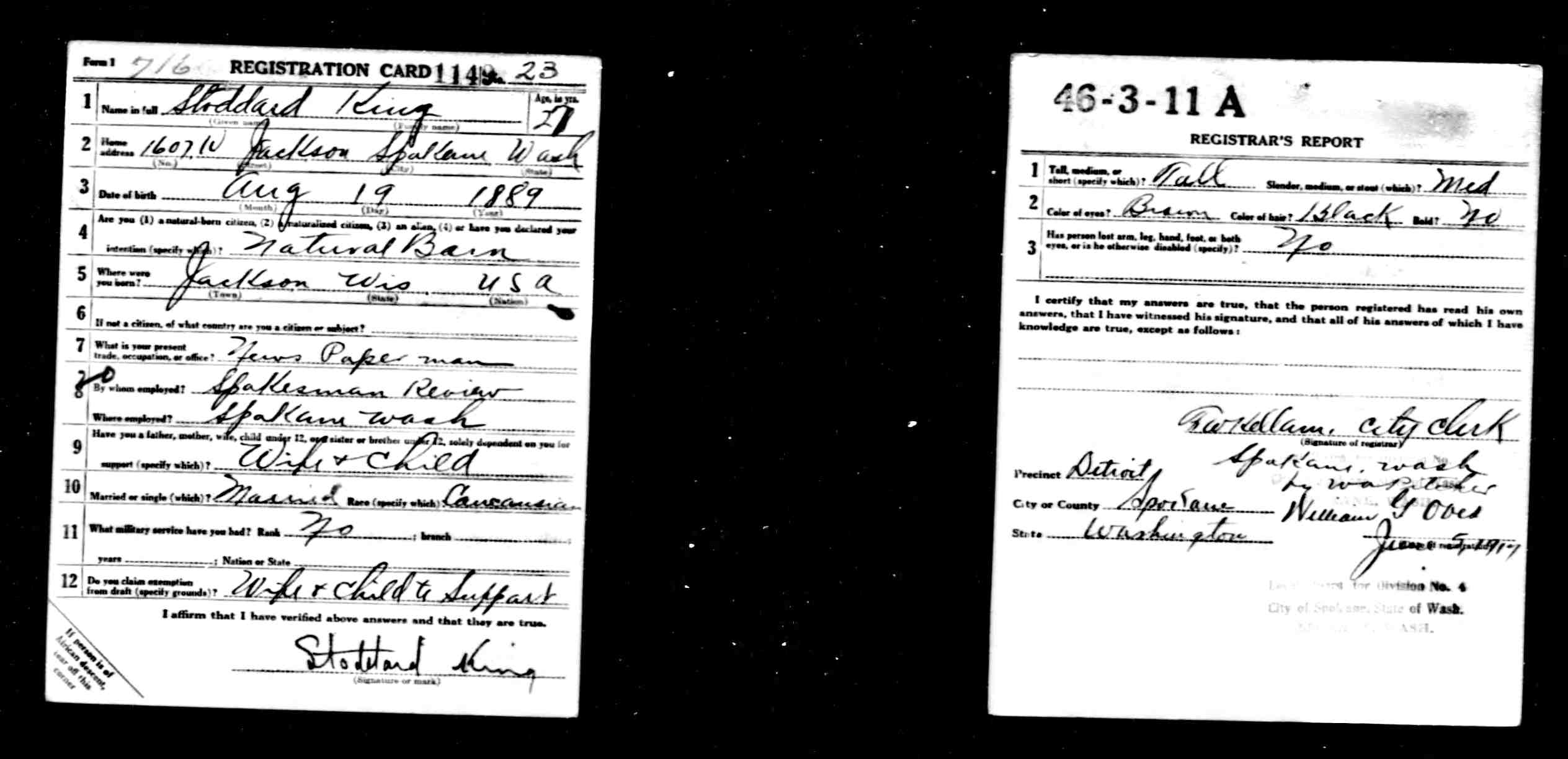
Cartão de recrutamento da Primeira Guerra Mundial, o canto inferior esquerdo deve ser removido por homens de origem africana para ajudar a manter os militares segregados

#### Segregação nas forças armadas
Embora a segregação já existisse no exército antes de Wilson, sua gravidade aumentou significativamente sob seu comando. Durante o primeiro mandato de Wilson, o exército e a marinha recusaram-se a nomear novos oficiais negros.  Os oficiais negros que já estavam em serviço sofreram uma discriminação crescente e foram frequentemente forçados a sair ou dispensados por motivos duvidosos.  Em 1917-1918, o Departamento de Guerra convocou centenas de milhares de negros para o exército, e os recrutas recebiam salários iguais, independentemente da raça. O comissionamento de oficiais afro-americanos foi retomado, mas as unidades permaneceram segregadas e a maioria das unidades compostas exclusivamente por negros eram lideradas por oficiais brancos. 
Ao contrário do Exército, a Marinha dos EUA nunca foi formalmente segregada. Após a nomeação de Josephus Daniels por Wilson como Secretário da Marinha, um sistema de Jim Crow foi rapidamente implementado com navios, instalações de treinamento, banheiros e refeitórios se tornando todos segregados.  Enquanto Daniels expandiu significativamente as oportunidades de avanço e formação disponíveis para os marinheiros brancos, os marinheiros afro-americanos foram relegados quase inteiramente para tarefas de refeitório e custódia, muitas vezes designados para atuar como servos de oficiais brancos. 
Centenas de milhares de negros foram convocados para o Exército durante a guerra e receberam salários iguais aos dos brancos. No entanto, de acordo com a política militar desde a Guerra Civil até a Segunda Guerra Mundial, o exército manteve soldados afro-americanos em unidades exclusivamente negras com oficiais brancos, e a grande maioria das unidades negras foi mantida fora do combate.  Quando uma delegação de negros protestou contra as ações discriminatórias, Wilson disse a eles que "a segregação não é uma humilhação, mas um benefício, e deve ser considerada assim por vocês, cavalheiros". Em 1918, W. E. B. Du Bois — um líder da NAACP que fez campanha por Wilson acreditando que ele era um "sulista liberal" — recebeu uma comissão do exército encarregada de lidar com as relações raciais; DuBois aceitou, mas foi reprovado no exame físico do exército e não serviu.   Em 1916, Du Bois opôs-se a Wilson, alegando que o seu primeiro mandato tinha testemunhado "a pior tentativa de legislação Jim Crow e de discriminação na função pública que [os negros] tinham sofrido desde a Guerra Civil". 

#### Motins raciais e linchamentos

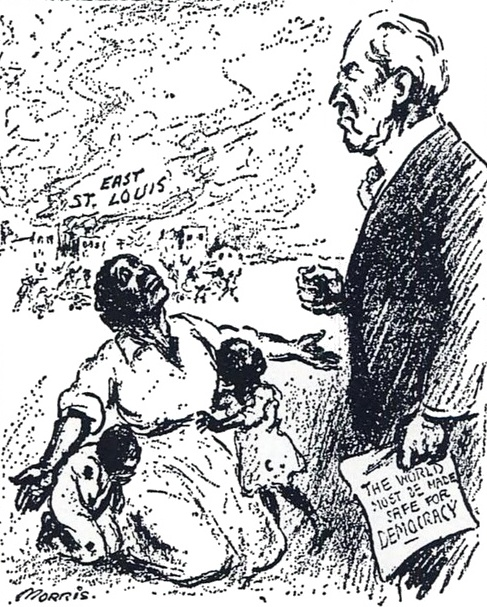
Charge editorial de William Charles Morris no New York Evening Mail sobre a revolta de East St. Louis em 1917. A legenda diz: "Sr. Presidente, por que não tornar a América segura para a democracia?", referindo-se à mensagem de guerra de Wilson: "O mundo deve se tornar seguro para a democracia".

A Grande Migração de afro-americanos do Sul ocorreu em 1917 e 1918. Havia uma grave escassez de moradias nos centros da indústria bélica. Eclodiram motins raciais — o pior foi o motim de East St. Louis, em julho de 1917, que matou 29 negros e 9 brancos e causou 1,4 milhões de dólares em danos materiais.  Wilson perguntou ao procurador-geral Thomas Watt Gregory se o governo federal poderia intervir para "verificar esses ultrajes vergonhosos". No entanto, seguindo o conselho de Gregory, Wilson não tomou medidas diretas contra os tumultos. 
Os linchamentos contra indivíduos negros ocorriam em média um por semana no Sul.  Após consultar o líder afro-americano Robert Moton, Wilson emitiu uma importante declaração denunciando o linchamento. Ele apelou aos governadores e agentes da lei para "acabarem com esse mal vergonhoso" dos linchamentos. Ele denunciou o "espírito de linchamento da multidão como um golpe contra a liberdade e a justiça". Ele afirmou ainda: "Digo claramente que todo americano que participa da ação da multidão ou lhe dá qualquer tipo de continência não é um verdadeiro filho desta grande democracia, mas seu traidor, e ... [a desacredita] por essa única deslealdade aos seus padrões de lei e de direitos." 
Em 1919, outra série de distúrbios raciais ocorreu em Washington DC, Chicago, Omaha, Elaine e duas dezenas de outras cidades pelo país. A pedido dos governadores estaduais, o Departamento de Guerra enviou tropas do Exército para as cidades mais atingidas. Wilson ignorou a crise.  

## Política externa

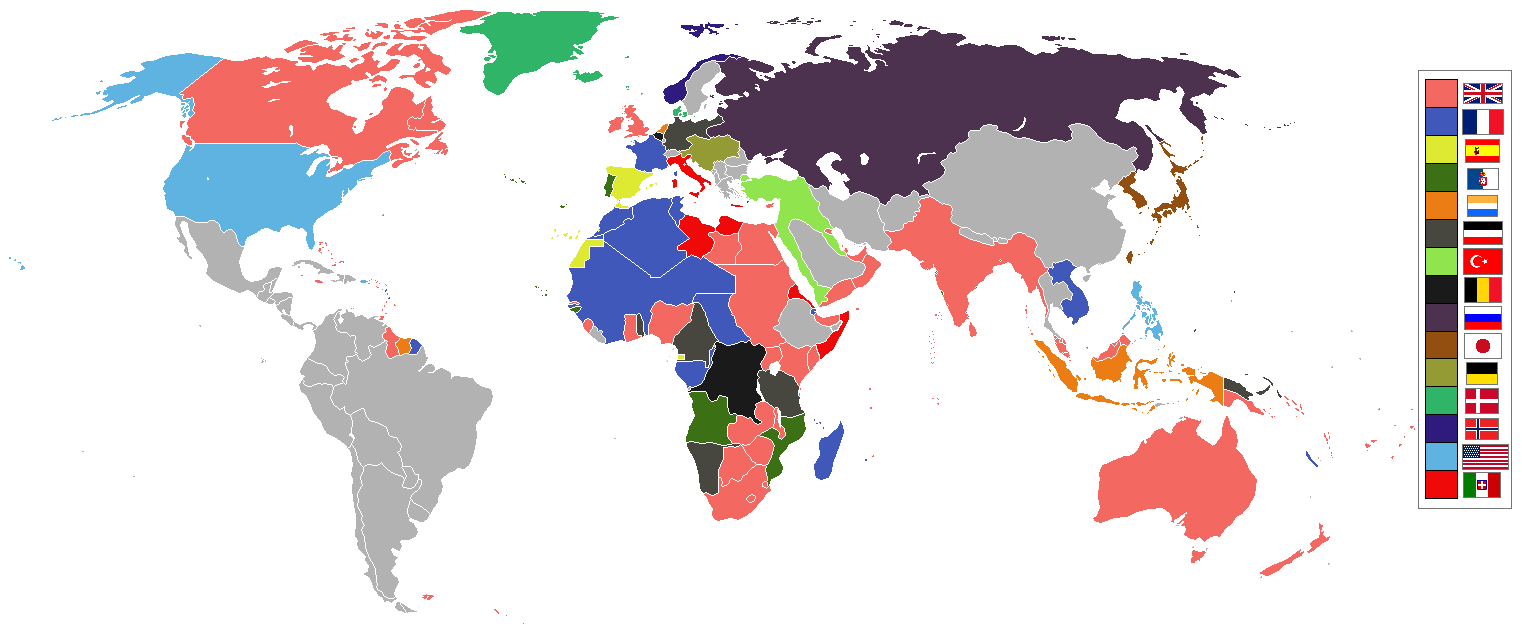
Mapa mostrando o controle das principais potências no início de 1914

Wilson não havia viajado muito para o exterior, mas era um profundo estudioso da história política e constitucional britânica e tinha grande conhecimento de história europeia. Os contactos com missionários presbiterianos ao longo dos anos trouxeram-lhe muitas informações detalhadas e localizadas sobre as condições na China e noutros locais missionários. 

### Internacionalismo liberal
A política externa de Wilson baseava-se numa abordagem idealista ao internacionalismo liberal que contrastava fortemente com o nacionalismo conservador realista de Taft, Roosevelt e William McKinley.  Desde 1900, o consenso dos democratas tinha, de acordo com Arthur Link:
condenou consistentemente o militarismo, o imperialismo e o intervencionismo na política externa. Em vez disso, defenderam o envolvimento mundial ao longo de linhas liberal-internacionalistas. A nomeação de William Jennings Bryan por Wilson como Secretário de Estado indicou um novo ponto de partida, pois Bryan era há muito tempo o principal oponente do imperialismo e do militarismo e um pioneiro no movimento pela paz mundial.
Bryan tomou a iniciativa de pedir que 40 países com embaixadores em Washington assinassem tratados bilaterais de arbitragem. Qualquer disputa de qualquer tipo com os Estados Unidos levaria a um período de reflexão de um ano e à submissão a uma comissão internacional para arbitragem. Trinta países assinaram, mas não o México e a Colômbia (que tinham queixas com Washington), nem o Japão, a Alemanha, a Áustria-Hungria ou o Império Otomano. Alguns diplomatas europeus assinaram os tratados, mas consideraram-nos irrelevantes. 

O historiador diplomático George C. Herring diz que o idealismo de Wilson era genuíno, mas tinha pontos cegos:
As aspirações genuínas e profundamente sentidas de Wilson de construir um mundo melhor sofriam de uma certa cegueira cultural. Faltava-lhe experiência em diplomacia e, portanto, uma apreciação dos seus limites. Ele não tinha viajado muito para fora dos Estados Unidos e conhecia pouco outros povos e culturas além da Grã-Bretanha, que admirava muito. Especialmente nos seus primeiros anos no cargo, ele teve dificuldade em perceber que esforços bem intencionados para difundir os valores dos EUA poderiam ser vistos como interferência, na melhor das hipóteses, e como coerção, na pior. A sua visão foi ainda mais estreitada pelo terrível fardo do racismo, comum entre a elite da sua geração, que limitava a sua capacidade de compreender e respeitar pessoas de diferentes cores. Acima de tudo, ele estava cego pela sua certeza da bondade e do destino da América.

### América Latina
Wilson buscava relações mais próximas com a América Latina e esperava criar uma organização pan-americana para arbitrar disputas internacionais. Ele também negociou um tratado com a Colômbia que pagaria ao país uma indenização pelo papel dos EUA na secessão do Panamá, mas o Senado derrotou esse tratado.  No entanto, Wilson interveio frequentemente nos assuntos latino-americanos, dizendo em 1913: "Vou ensinar as repúblicas sul-americanas a eleger bons homens".  A República Dominicana era um protetorado americano de facto desde a presidência de Roosevelt, mas sofria de instabilidade. Em 1916, Wilson enviou tropas para ocupar a ilha, e os soldados permaneceram até 1924. Em resposta ao assassinato do presidente haitiano, os EUA intervieram no Haiti em 1915 (a ocupação duraria até 1934).    Wilson também autorizou intervenções militares em Cuba, Panamá e Honduras. O Tratado Bryan-Chamorro de 1914 converteu a Nicarágua em outro protetorado de facto, e os EUA estacionaram soldados lá durante a presidência de Wilson.  
A princípio, o presidente Wilson e o secretário de Estado Bryan estavam determinados a ficar fora dos assuntos cubanos. A turbulência política continuou. Cuba entrou na guerra contra a Alemanha e prosperou com contratos americanos. Fuzileiros navais dos EUA foram posicionados para proteger as principais plantações de açúcar na Intervenção do Açúcar. Entretanto, em 1919, o caos político ameaçou novamente a Guerra Civil e o Secretário de Estado Lansing enviou o General Enoch Crowder para estabilizar a situação.  
O Canal do Panamá foi inaugurado em 1914, logo após o início da Guerra Mundial. Ela realizou o sonho de longa data de construir um canal através da América Central e tornar possível o movimento rápido entre o Atlântico e o Pacífico. O canal proporcionou uma passagem rápida entre o Oceano Pacífico e o Oceano Atlântico, apresentando novas oportunidades aos transportadores e permitindo que a Marinha transferisse rapidamente navios de guerra entre os dois oceanos. Em 1916, os EUA compraram as Índias Ocidentais Dinamarquesas por US$ 25 milhões da Dinamarca e renomearam o território como Ilhas Virgens dos Estados Unidos. 

#### Revolução Mexicana

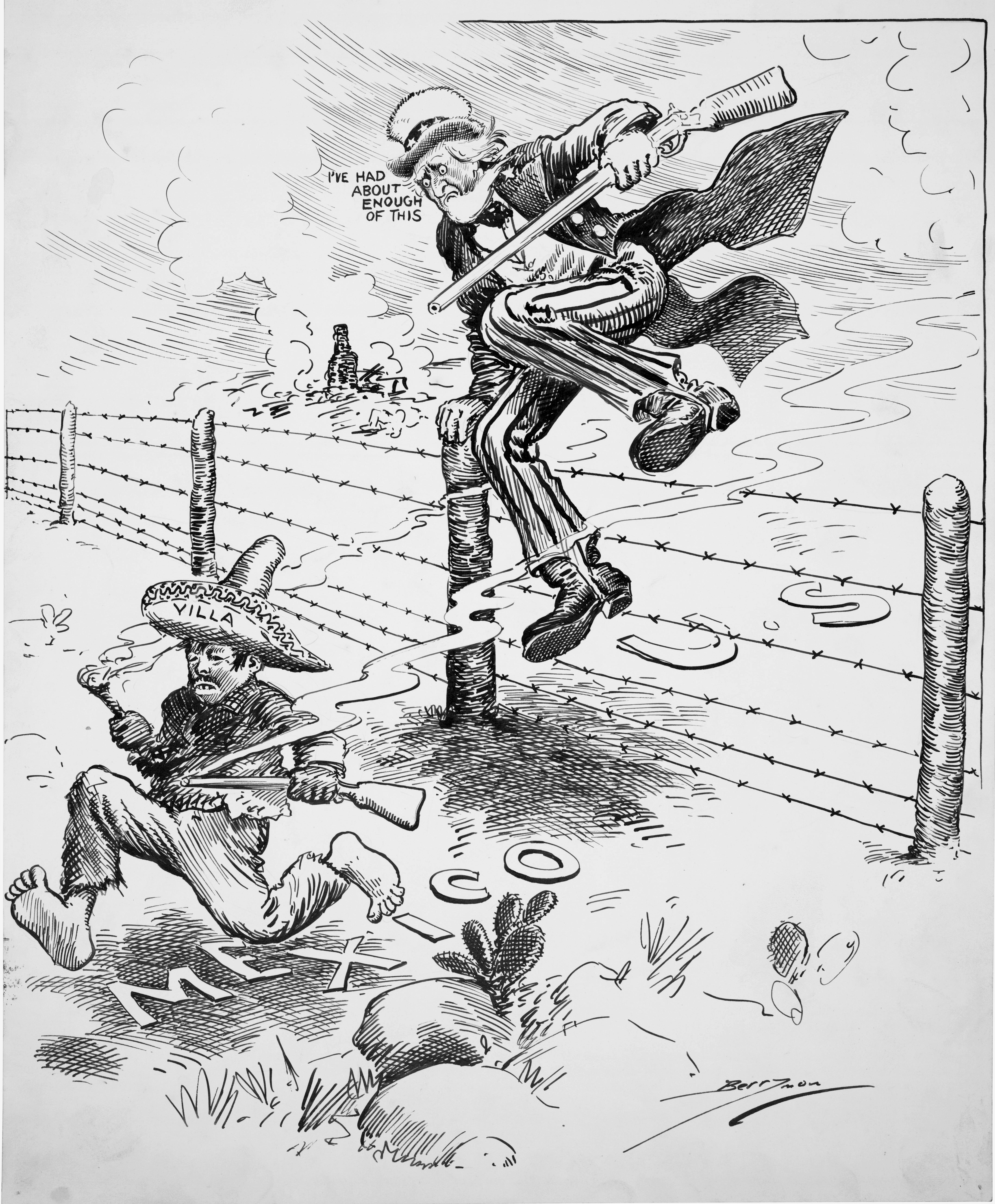
Cartum editorial de Clifford Berryman reflete a ânsia americana de capturar um vilão.

Além da Guerra Mundial, o México foi o foco principal da política externa de Wilson.  Wilson assumiu o cargo durante a intensamente violenta Revolução Mexicana, que começou em 1911 depois que os liberais derrubaram a ditadura militar de Porfirio Díaz. Pouco antes de Wilson assumir o cargo, os conservadores retomaram o poder por meio de um golpe liderado por Victoriano Huerta.  Wilson rejeitou a legitimidade do "governo de açougueiros" de Huerta e exigiu que o México realizasse eleições democráticas. A abordagem sem precedentes de Wilson não significou nenhum reconhecimento e condenou as perspectivas de Huerta de estabelecer um governo estável.  Depois que Huerta prendeu militares da Marinha dos EUA que haviam pousado acidentalmente em uma zona restrita perto da cidade portuária de Tampico, no norte, Wilson enviou a Marinha para ocupar a cidade portuária mexicana de Veracruz. Uma forte reação contra a intervenção americana entre os mexicanos de todas as afiliações políticas convenceu Wilson a abandonar seus planos de expandir a intervenção militar dos EUA, mas a intervenção, no entanto, ajudou a convencer Huerta a fugir do país.  Um grupo liderado por Venustiano Carranza estabeleceu o controle sobre uma proporção significativa do México, e Wilson reconheceu o governo de Carranza em outubro de 1915. 

##### Expedição Pancho Villa
Carranza continuou a enfrentar vários oponentes no México, incluindo o senhor da guerra regional Pancho Villa. No início de 1916, Pancho Villa invadiu uma cidade americana no Novo México, matando ou ferindo dezenas de americanos e provocando uma demanda popular furiosa por sua punição. Wilson ordenou que o general John J. Pershing e 4.000 soldados cruzassem a fronteira para capturar Villa. Em abril, as forças de Pershing se dispersaram e dispersaram os bandos de Villa, mas Villa continuou à solta e Pershing continuou sua perseguição em direção ao interior do México. Carranza então se voltou contra os americanos e os acusou de uma invasão punitiva; um confronto com uma multidão em Parral em 12 de abril resultou em dois americanos mortos e seis feridos, além de centenas de vítimas mexicanas. Outros incidentes levaram à beira da guerra no final de junho, quando Wilson exigiu a libertação imediata dos soldados americanos mantidos prisioneiros. Os prisioneiros foram libertados, as tensões diminuíram e as negociações bilaterais começaram sob os auspícios do Alto Comissariado Conjunto Mexicano-Americano. Ansioso para se retirar do México e se concentrar na Guerra Mundial, Wilson ordenou que Pershing se retirasse, e os últimos soldados americanos partiram em fevereiro de 1917. Segundo o historiador Arthur Link, o sucesso de Carranza na gestão da intervenção americana no México deixou o país livre para desenvolver a sua revolução sem pressão americana.  Linda Hall e Don M. Coerver argumentam que a decepção por não capturar Villa foi pequena comparada ao apoio público à preparação militar gerado pela operação. Forneceu treinamento e experiência muito necessários, especialmente em relação à logística, para as tropas inexperientes do Exército e da Guarda Nacional. Isso fez de Pershing um herói nacional e o colocou na linha de frente para o comando máximo.  

### Neutralidade na Primeira Guerra Mundial
A Primeira Guerra Mundial eclodiu em julho de 1914, colocando as Potências Centrais (Império Alemão, Áustria-Hungria, Império Otomano e Reino da Bulgária) contra as Potências Aliadas (Grã-Bretanha, França, Império Russo e vários outros países). A guerra caiu em um longo impasse depois que o avanço alemão foi interrompido em setembro de 1914, antes de chegar a Paris. Tornou-se então um impasse na Frente Ocidental, com muitas baixas em ambos os lados. De 1914 até o início de 1917, os principais objetivos de Wilson eram proteger os direitos neutros da América e mediar a paz.  Wilson insistiu que todas as ações do governo fossem neutras e que os beligerantes deveriam respeitar essa neutralidade de acordo com as normas do direito internacional. Após o início da guerra, Wilson disse ao Senado que os Estados Unidos "devem ser imparciais tanto em pensamento como em ação, devem colocar um freio em nossos sentimentos, bem como em todas as transações que possam ser interpretadas como uma preferência de uma parte na luta antes da outra". Ele foi ambíguo sobre se queria dizer os Estados Unidos como uma nação ou se queria dizer todos os americanos como indivíduos.  Wilson acreditava pessoalmente que os EUA partilhavam mais valores com os Aliados do que com as Potências Centrais. 

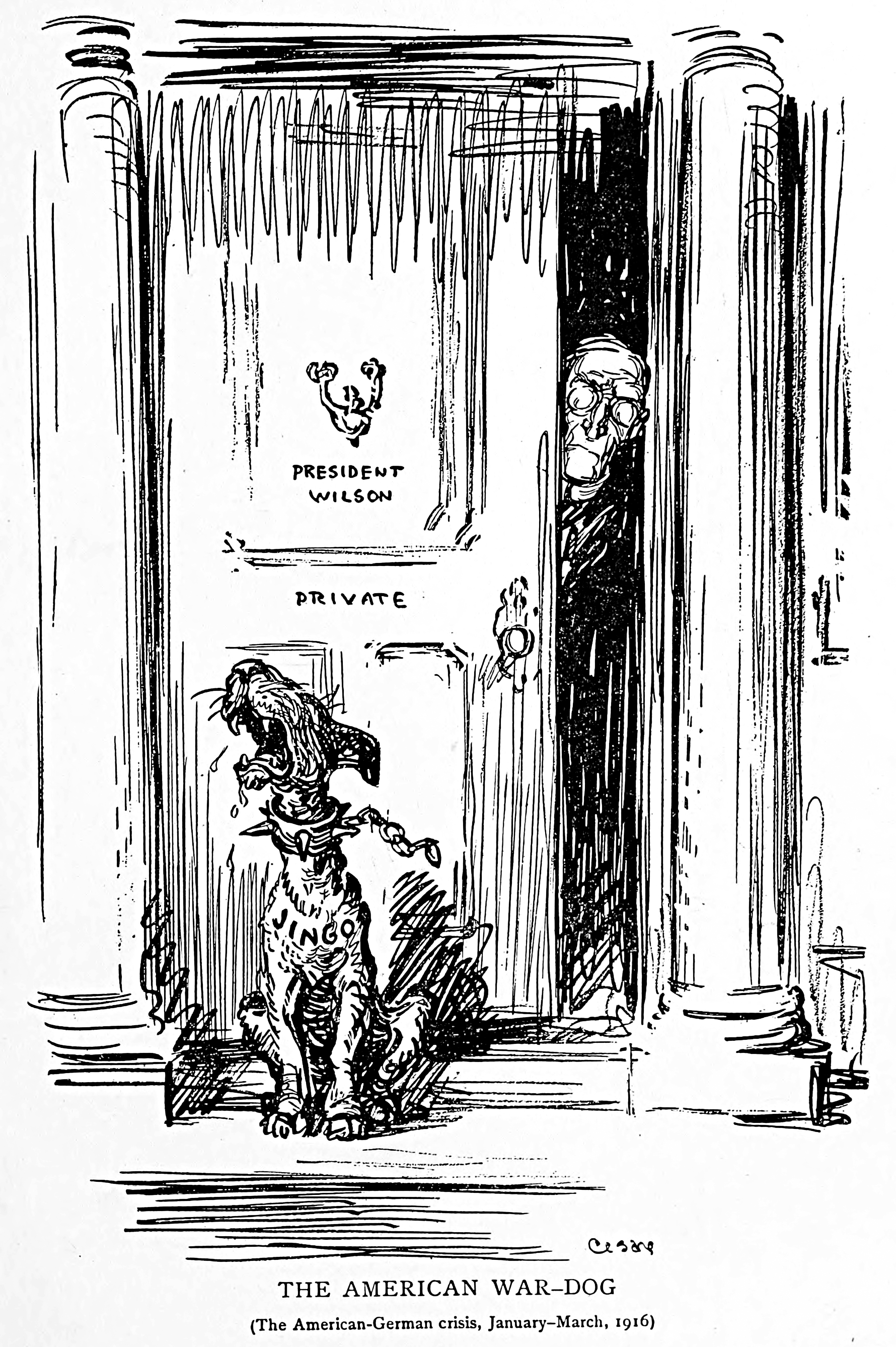
Wilson e "Jingo", o cão de guerra americano. O cartoon editorial ridiculariza os chauvinistas que clamam por guerra.

Wilson e House tentaram posicionar os Estados Unidos como mediadores no conflito, mas os líderes europeus rejeitaram as ofertas de Houses para ajudar a acabar com o conflito.  A pedido de Bryan, Wilson também desencorajou empresas americanas de conceder empréstimos a beligerantes. A política prejudicou mais os Aliados do que as Potências Centrais, já que os Aliados eram mais dependentes dos produtos americanos. A administração relaxou a política de desencorajar empréstimos em outubro de 1914 e depois encerrou-a em outubro de 1915 devido a receios sobre o efeito da política na economia americana.  Os Estados Unidos tentaram negociar tanto com as Potências Aliadas quanto com as Potências Centrais, mas os britânicos tentaram impor um bloqueio à Alemanha e, após um período de negociações, Wilson essencialmente concordou com o bloqueio britânico. Os EUA tinham relativamente pouco comércio direto com as Potências Centrais, e Wilson não estava disposto a travar uma guerra contra a Grã-Bretanha por questões comerciais.  Os britânicos também tornaram o seu bloqueio mais aceitável para os líderes americanos, comprando, em vez de apreender sem compensação, os bens interceptados.  Muitos alemães viam o comércio americano com os Aliados como decididamente não neutro. 

#### Tensões crescentes
Em resposta ao bloqueio britânico das Potências Centrais, os alemães lançaram uma campanha submarina contra navios mercantes nos mares ao redor das Ilhas Britânicas. Wilson protestou fortemente contra a política, que teve um efeito muito mais forte no comércio americano do que o bloqueio britânico.  No Incidente Thrasher de março de 1915, o navio mercante britânico Falaba foi afundado por um submarino alemão, causando a perda de 111 vidas, incluindo um americano.  No início de 1915, uma bomba alemã atingiu um navio americano, o Cushing, e um submarino alemão torpedeou um petroleiro americano, o Gulflight. Wilson considerou, com base em algumas provas razoáveis, que ambos os incidentes foram acidentais e que a resolução das reivindicações poderia ser adiada até ao fim da guerra.  Um submarino alemão torpedeou e afundou o transatlântico britânico RMS Lusitania em maio de 1915; mais de mil pessoas morreram, incluindo muitos americanos.  Wilson não pediu guerra; em vez disso, ele disse: "Existe algo como um homem ser orgulhoso demais para lutar. Existe algo como uma nação ser tão certa que não precisa convencer os outros pela força de que está certa". Ele percebeu que tinha escolhido as palavras erradas quando os críticos atacaram sua retórica.  Wilson enviou um protesto à Alemanha exigindo que o governo alemão "tomasse medidas imediatas para evitar a recorrência" de incidentes como o naufrágio do Lusitânia . Em resposta, Bryan, que acreditava que Wilson tinha colocado a defesa dos direitos comerciais americanos acima da neutralidade, demitiu-se do gabinete. 
O navio SS Arabic da White Star foi torpedeado em agosto de 1915, com duas baixas americanas. Os EUA ameaçaram uma ruptura diplomática a menos que a Alemanha repudiasse a ação. Os alemães concordaram em avisar os navios mercantes desarmados antes de atacá-los.  Em março de 1916, o SS Sussex, um ferry desarmado sob bandeira francesa, foi torpedeado no Canal da Mancha e quatro americanos foram contados entre os mortos; os alemães desrespeitaram as trocas pós-Lusitania. Wilson recebeu elogios quando conseguiu arrancar da Alemanha a promessa de restringir a guerra submarina às regras da guerra de cruzadores. Isto constituiu um claro afastamento das práticas existentes — uma concessão diplomática da qual a Alemanha só poderia retirar-se de forma mais descarada.  Em janeiro de 1917, os alemães iniciaram uma nova política de guerra submarina irrestrita contra navios nos mares ao redor das Ilhas Britânicas. Os líderes alemães sabiam que a política provavelmente provocaria a entrada dos EUA na guerra, mas esperavam derrotar as potências aliadas antes que os EUA pudessem se mobilizar totalmente. 

#### Preparação
A “preparação” militar, ou seja, a construção de um pequeno exército e marinha, tornou-se uma dinâmica importante da opinião pública.   Novas organizações bem financiadas surgiram para apelar às bases, incluindo a Sociedade Americana de Defesa (ADS) e a Liga de Segurança Nacional, ambas favoráveis à entrada na guerra ao lado dos Aliados.   Os intervencionistas, liderados por Theodore Roosevelt, queriam a guerra com a Alemanha e atacaram a recusa de Wilson em reforçar o Exército dos EUA em antecipação à guerra.  A resistência de Wilson à preparação deveu-se, em parte, ao poderoso elemento anti-guerra do Partido Democrata, liderado por Bryan. O sentimento anti-guerra era forte entre muitos grupos dentro e fora do partido, incluindo mulheres,  igrejas protestantes,  sindicatos,  e democratas do Sul como Claude Kitchin, presidente do poderoso Comitê de Meios e Recursos da Câmara. Muitos progressistas liberais, especialmente no Centro-Oeste, se opuseram fortemente à preparação e culparam os financistas de Wall Street e os fabricantes de munições ávidos por lucro pelo movimento de preparação e por tentar envolver os Estados Unidos em uma guerra desnecessária para beneficiar apenas a Grã-Bretanha. Wilson denunciou o "pequeno grupo de homens obstinados" que foram incapazes de impedir uma declaração de guerra. Mas em 1919 bloquearam o tratado da Liga das Nações porque envolvia ainda mais a América em relações estrangeiras com países desagradáveis e transferia decisões para organismos internacionais que pertenciam a Washington.  John Blum diz:
O longo silêncio de Wilson sobre a preparação permitiu uma tal propagação e um tal endurecimento das atitudes de antipreparação dentro do seu partido e em toda a nação que quando ele chegou [finalmente] à sua tarefa, nem o Congresso nem o país foram receptivos a muita persuasão.
Após o naufrágio do Lusitania em 1915 e a renúncia de Bryan, Wilson comprometeu-se publicamente com a preparação e começou a fortalecer o exército e a marinha.  Wilson foi limitado pelo compromisso tradicional dos Estados Unidos com a não intervenção militar. Wilson acreditava que uma mobilização militar em massa só poderia ocorrer após uma declaração de guerra, mesmo que isso significasse um longo atraso no envio de tropas para a Europa. Muitos democratas achavam que não seriam necessários soldados americanos, apenas dinheiro e munições americanos.  Wilson teve mais sucesso em seu pedido de expansão drástica da Marinha. O Congresso aprovou uma Lei de Expansão Naval em 1916 que encapsulava o planejamento dos oficiais profissionais da Marinha para construir uma frota de alto nível, mas levou vários anos para se tornar operacional. 

### Primeira Guerra Mundial

#### Entrada na guerra

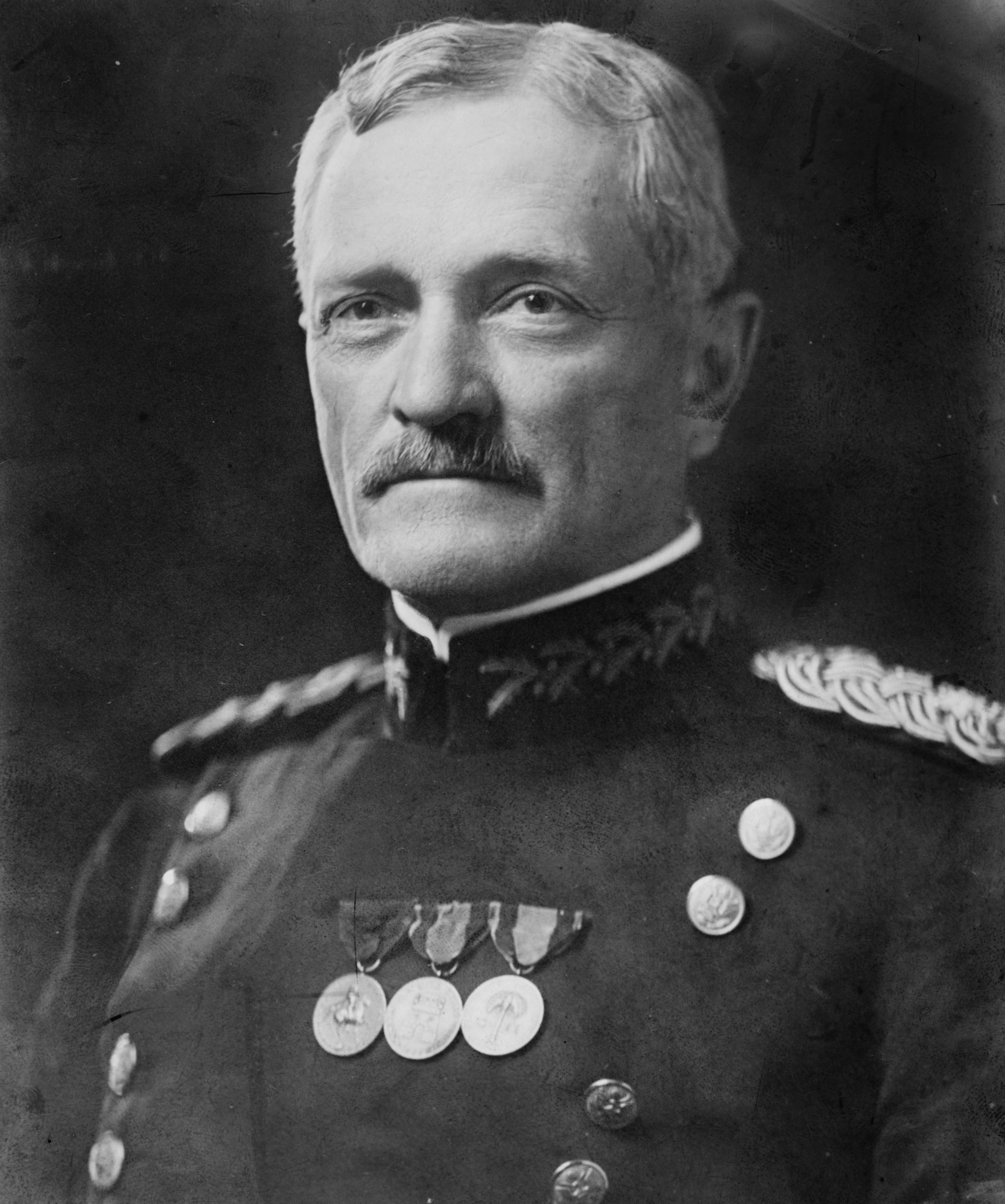
General John J. Pershing

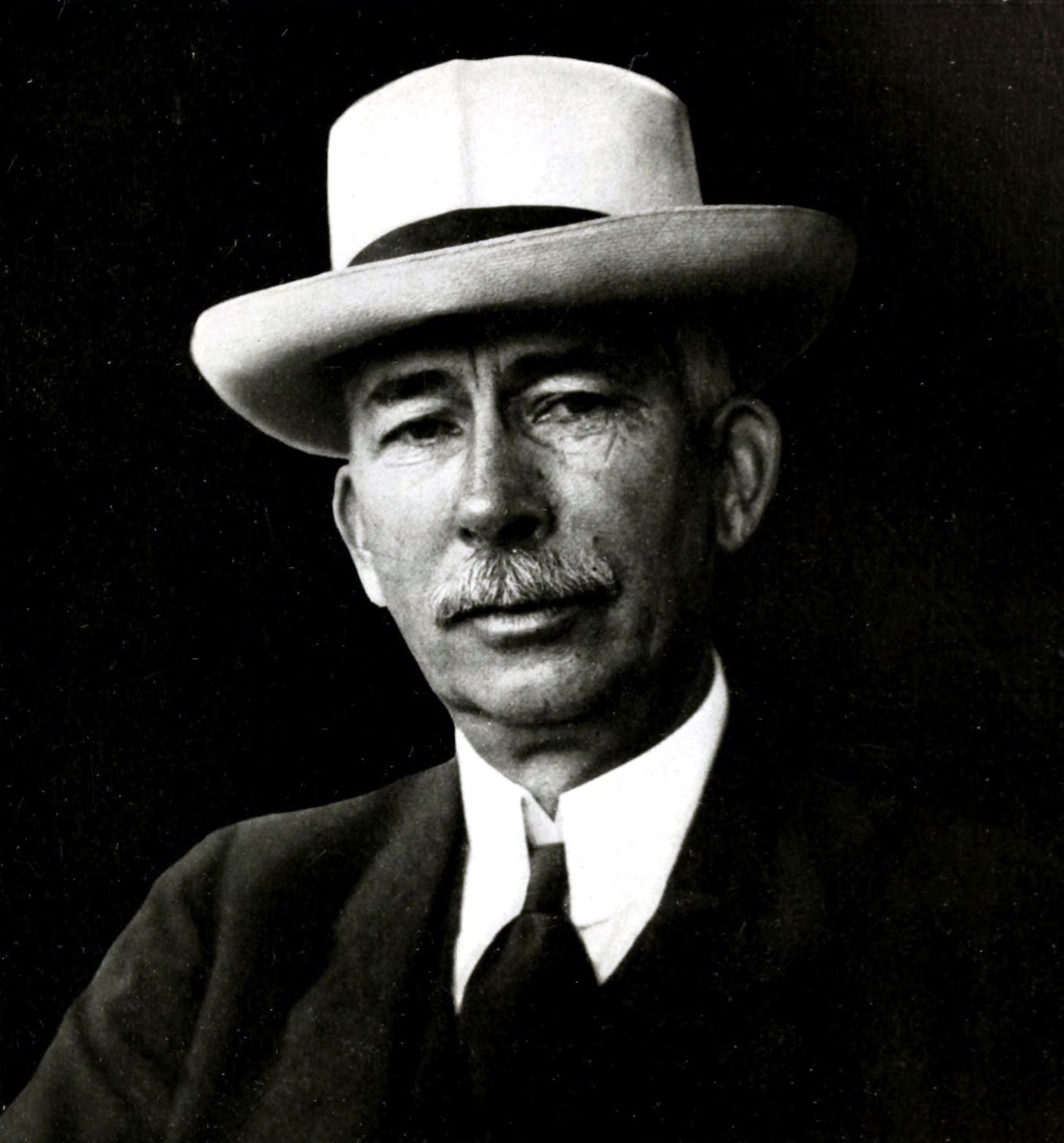
Coronel Edward M. House

No início de 1917, o embaixador alemão Johann von Bernstorf informou o Secretário de Estado Lansing do compromisso da Alemanha com a guerra submarina irrestrita.  No final de Fevereiro, os EUA tomaram conhecimento do Telegrama Zimmermann, uma comunicação diplomática secreta na qual a Alemanha procurava convencer o México a juntar-se a ela numa guerra contra os Estados Unidos.  Wilson encerrou relações diplomáticas com a Alemanha. Março de 1917 trouxe a queda do tão odiado regime czarista na Rússia. Ela removeu uma séria barreira ideológica à entrada dos Estados Unidos na guerra: agora os Aliados apoiavam a democracia e as potências centrais se opunham à democracia e, em vez disso, praticavam a autocracia e o militarismo. A Alemanha então começou a afundar navios mercantes americanos. Wilson realizou uma reunião de gabinete em 20 de março; todos os membros concordaram que havia chegado o momento de entrar na guerra. 
Wilson discursou no Congresso em 2 de abril de 1917, pedindo uma declaração de guerra contra a Alemanha. Ele argumentou que os alemães estavam envolvidos em "nada menos que uma guerra contra o governo e o povo dos Estados Unidos". Ele pediu um recrutamento militar para aumentar o exército, aumento de impostos para pagar despesas militares, empréstimos a governos aliados e aumento da produção industrial e agrícola.  A declaração de guerra dos Estados Unidos contra a Alemanha foi aprovada pelo Congresso por fortes maiorias bipartidárias em 6 de abril de 1917, com oposição de redutos étnicos alemães e áreas rurais remotas no Sul. Os Estados Unidos também declararam guerra à Áustria-Hungria em dezembro de 1917. Os EUA não assinaram uma aliança formal com a Grã-Bretanha ou a França, mas operaram como uma potência “associada” — um aliado informal com cooperação militar através do Conselho Supremo de Guerra em Londres. 
Os generais Frederick Funston e Leonard Wood eram candidatos ao comando das forças do exército americano na Europa, mas Funston morreu poucas semanas antes de os Estados Unidos entrarem na guerra, e Wilson desconfiava de Wood, que era um aliado próximo de Theodore Roosevelt. Wilson, em vez disso, deu o comando ao General John J. Pershing, que liderou a expedição contra Pancho Villa.  Pershing teria autoridade total quanto a táticas, estratégias e alguma diplomacia.  Edward House se tornou o principal canal de comunicação do presidente com o governo britânico, e William Wiseman, um adido naval britânico, era o principal contato de House na Inglaterra. O relacionamento pessoal deles conseguiu servir bem às potências, superando relações tensas para alcançar entendimentos essenciais entre os dois governos. House também se tornou o representante dos EUA no Conselho Supremo de Guerra dos Aliados. 

#### Os Quatorze Pontos
Wilson buscou o estabelecimento de "uma paz comum organizada" que ajudasse a prevenir conflitos futuros. Neste objectivo, ele foi combatido não apenas pelas Potências Centrais, mas também pelas outras Potências Aliadas, que, em vários graus, procuraram obter concessões e opor-se a um acordo de paz punitivo com as Potências Centrais.  Ele iniciou um grupo de estudo secreto chamado The Inquiry, dirigido pelo Coronel House, para se preparar para as negociações do pós-guerra.  Os estudos do Inquérito culminaram em um discurso de Wilson ao Congresso em 8 de janeiro de 1918, no qual ele articulou os objetivos de guerra de longo prazo dos Estados Unidos. O discurso, conhecido como os Quatorze Pontos, foi escrito principalmente por Walter Lippmann e projetou as políticas domésticas progressistas de Wilson na arena internacional. Os primeiros seis pontos tratavam de diplomacia, liberdade dos mares e resolução de reivindicações coloniais. Em seguida, foram abordadas questões territoriais e o ponto final, o estabelecimento de uma associação de nações para garantir a independência e a integridade territorial de todas as nações — uma Liga das Nações . O discurso foi traduzido para muitas línguas para divulgação global. 
Além das considerações do pós-guerra, os Quatorze Pontos de Wilson foram motivados por vários fatores. Ao contrário de alguns outros líderes aliados, Wilson não pediu a dissolução total do Império Otomano ou do Império Austro-Húngaro. Ao oferecer uma paz não punitiva a essas nações, bem como à Alemanha, Wilson esperava iniciar rapidamente as negociações para encerrar a guerra. Os pronunciamentos liberais de Wilson também tinham como alvo elementos pacifistas e cansados da guerra dentro dos países aliados, incluindo os Estados Unidos. Além disso, Wilson esperava atrair os russos de volta à guerra, embora tenha falhado nesse objetivo. 

#### Curso da guerra
Com a entrada dos EUA na guerra, Wilson e o Secretário de Guerra Baker iniciaram uma expansão do exército, com o objetivo de criar um Exército Regular de 300.000 membros, uma Guarda Nacional de 440.000 membros e uma força recrutada de 500.000 membros conhecida como "Exército Nacional". Apesar de alguma resistência ao recrutamento e ao comprometimento de soldados americanos no exterior, grandes maiorias de ambas as casas do Congresso votaram para impor o recrutamento com a Lei do Serviço Seletivo de 1917. Buscando evitar os tumultos de recrutamento da Guerra Civil, o projeto de lei criou juntas de recrutamento locais que eram encarregadas de determinar quem deveria ser recrutado. No final da guerra, quase 3 milhões de homens seriam recrutados.  A Marinha também passou por uma tremenda expansão e, a pedido do Almirante William Sims, concentrou-se na construção de navios antissubmarinos. As perdas de navios aliados diminuíram substancialmente devido às contribuições dos EUA e a uma nova ênfase no sistema de comboios. 
As Forças Expedicionárias Americanas chegaram pela primeira vez à França em meados de 1917.  Wilson e Pershing rejeitaram a proposta britânica e francesa de que os soldados americanos se integrassem nas unidades aliadas existentes, dando aos Estados Unidos mais liberdade de ação, mas exigindo a criação de novas organizações e cadeias de abastecimento.  Havia apenas 175.000 soldados americanos na Europa no final de 1917, mas em meados de 1918, 10.000 americanos chegavam à Europa por dia. A Rússia saiu da guerra após a assinatura do Tratado de Brest-Litovsk em março de 1918, permitindo que a Alemanha transferisse soldados da Frente Oriental da guerra. Os alemães lançaram uma Ofensiva de Primavera contra os Aliados que causou pesadas baixas, mas não conseguiu romper a linha Aliada. A partir de agosto, os Aliados lançaram a Ofensiva dos Cem Dias que fez recuar o exausto exército alemão. 
No final de setembro de 1918, a liderança alemã não acreditava mais que poderia vencer a guerra. Reconhecendo que Wilson teria mais probabilidade de aceitar um acordo de paz de um governo democrático, o Kaiser Wilhelm II nomeou um novo governo liderado pelo Príncipe Maximiliano de Baden; Baden imediatamente procurou um armistício com Wilson.  Na troca de notas, os líderes alemães e americanos concordaram em incorporar os Quatorze Pontos no armistício; House então obteve o acordo da França e da Grã-Bretanha, mas somente após ameaçar concluir um armistício unilateral sem eles. Wilson ignorou o apelo de Pershing para abandonar o armistício e, em vez disso, exigir uma rendição incondicional da Alemanha.  Os alemães assinaram o Armistício de 11 de novembro de 1918, pondo fim aos combates. A Áustria-Hungria havia assinado o Armistício de Villa Giusti oito dias antes, enquanto o Império Otomano havia assinado o Armistício de Mudros em outubro.

### Consequências da Primeira Guerra Mundial

#### Conferência de Paz de Paris

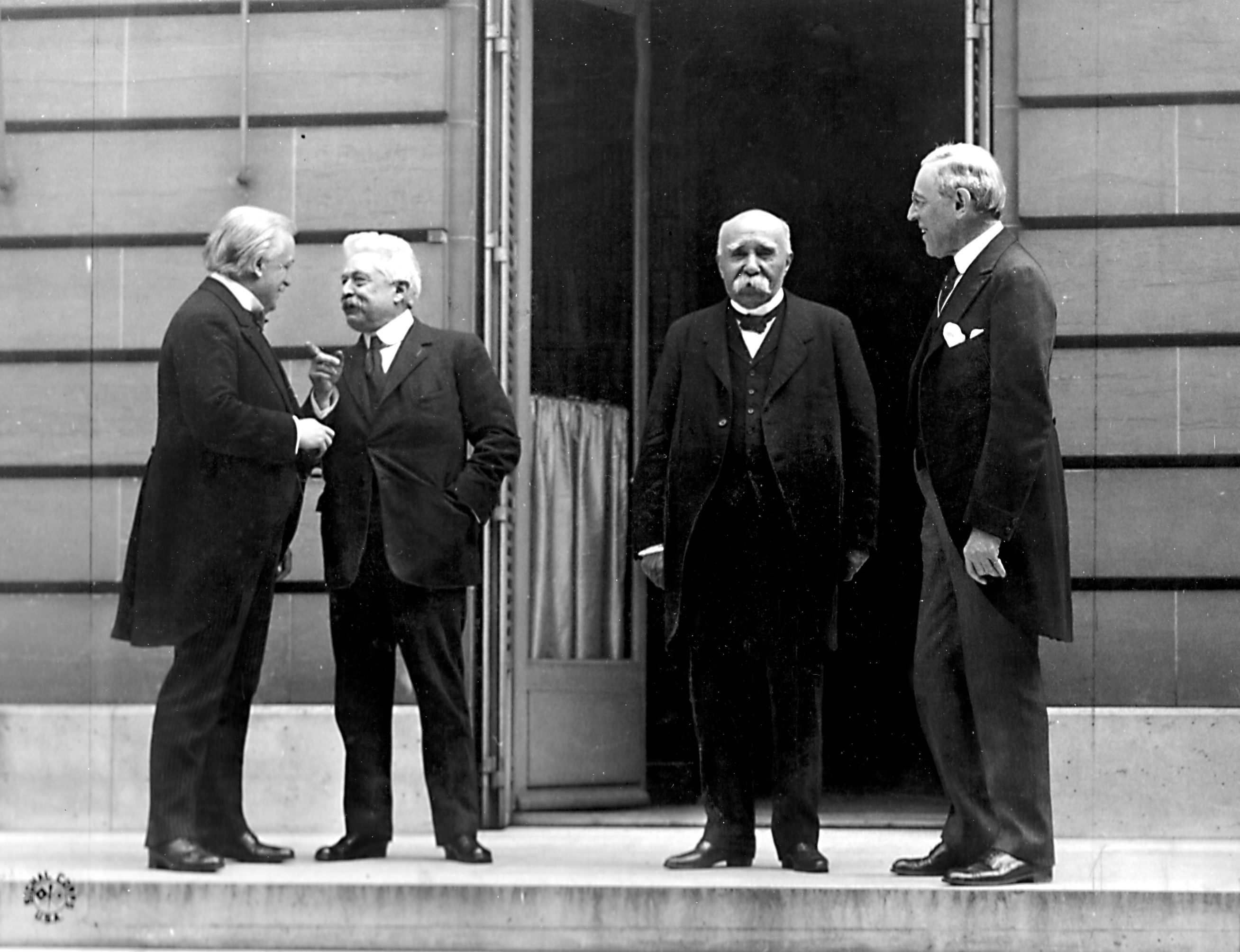
Os "Quatro Grandes" na Conferência de Paz de Paris em 1919, após o fim da Primeira Guerra Mundial. Wilson está ao lado de Georges Clemenceau à direita.

Após a assinatura do armistício, Wilson viajou para a Europa para participar da Conferência de Paz de Paris, tornando-se assim o primeiro presidente dos EUA a viajar para a Europa enquanto estava no cargo.  Com exceção de um retorno de duas semanas aos Estados Unidos, Wilson permaneceu na Europa por seis meses, onde se concentrou em chegar a um tratado de paz para encerrar formalmente a guerra. As Potências Centrais derrotadas não foram convidadas para a conferência e aguardavam ansiosamente o seu destino.  Wilson propôs que as facções concorrentes da Guerra Civil Russa declarassem uma trégua e enviassem uma delegação conjunta à Conferência de Paz de Paris, mas outros líderes Aliados se opuseram à proposta e nenhuma delegação foi enviada.  Wilson, o primeiro-ministro britânico David Lloyd George, o primeiro-ministro francês Georges Clemenceau e o primeiro-ministro italiano Vittorio Emanuele Orlando compunham os "Quatro Grandes", os líderes aliados com maior influência na Conferência de Paz de Paris. Embora Wilson continuasse a defender seus idealistas Quatorze Pontos, muitos dos outros aliados desejavam vingança. Clemenceau procurou especialmente termos onerosos para a Alemanha, enquanto Lloyd George apoiou algumas das ideias de Wilson, mas temia uma reação pública se o tratado se mostrasse muito favorável às Potências Centrais. 

Vários novos estados europeus foram estabelecidos na Conferência de Paz de Paris

Em busca de sua Liga das Nações, Wilson concedeu vários pontos às outras potências presentes na conferência. A França pressionou pelo desmembramento da Alemanha e pelo pagamento de uma grande quantia em reparações de guerra. Wilson resistiu a essas ideias, mas a Alemanha ainda foi obrigada a pagar reparações de guerra e submetida à ocupação militar na Renânia. Além disso, uma cláusula no tratado nomeou especificamente a Alemanha como responsável pela guerra. Wilson concordou com a criação de mandatos em antigos territórios alemães e otomanos, permitindo que as potências europeias e o Japão estabelecessem colônias de fato no Oriente Médio, África e Ásia. A aquisição japonesa de interesses alemães na Península de Shandong, na China, mostrou-se especialmente impopular, pois minou a promessa de autogoverno de Wilson. No entanto, Wilson obteve a criação de vários novos estados na Europa Central e nos Balcãs, incluindo a Polónia, a Iugoslávia e a Tchecoslováquia, e o Império Austro-Húngaro e o Império Otomano foram divididos.  Wilson recusou-se a ceder às exigências da Itália por território na costa do Adriático, levando a uma disputa entre a Iugoslávia e a Itália que não foi resolvida até a assinatura do Tratado de Rapallo de 1920.  O Japão propôs que a conferência endossasse uma cláusula de igualdade racial. Wilson era indiferente à questão, mas cedeu à forte oposição da Austrália e da Grã-Bretanha. 
O Pacto da Liga das Nações foi incorporado ao Tratado de Versalhes da conferência, que pôs fim à guerra com a Alemanha.  O próprio Wilson presidiu o comité que elaborou o pacto, que obrigava os membros a oporem-se à “agressão externa” e a concordarem em resolver pacificamente as disputas através de organizações como o Tribunal Permanente de Justiça Internacional.  Durante a conferência, o ex-presidente Taft enviou a Wilson três propostas de emendas ao pacto da Liga que ele achava que aumentariam consideravelmente sua aceitabilidade: o direito de retirada da Liga, a isenção de questões domésticas da Liga e a inviolabilidade da Doutrina Monroe. Wilson aceitou essas emendas com muita relutância. Além do Tratado de Versalhes, os Aliados também escreveram tratados com a Áustria (o Tratado de Saint-Germain-en-Laye), Hungria (o Tratado de Trianon), o Império Otomano (o Tratado de Sèvres) e Bulgária (o Tratado de Neuilly-sur-Seine), todos os quais incorporaram a carta da Liga das Nações. 
A conferência encerrou as negociações em maio de 1919, momento em que os líderes alemães viram o tratado pela primeira vez. Alguns líderes alemães eram a favor da repudiação do tratado, mas a Alemanha assinou o tratado em 28 de junho de 1919.  Pelos seus esforços de pacificação, Wilson recebeu o Prêmio Nobel da Paz de 1919.  Entretanto, as Potências Centrais derrotadas protestaram contra os termos severos do tratado, e vários representantes coloniais apontaram a hipocrisia de um tratado que estabeleceu novas nações na Europa, mas permitiu a continuidade do colonialismo na Ásia e na África. Wilson também enfrentou uma batalha interna incerta para ratificar o tratado, já que os republicanos se opuseram amplamente a ele. 

#### Debate sobre ratificação do tratado

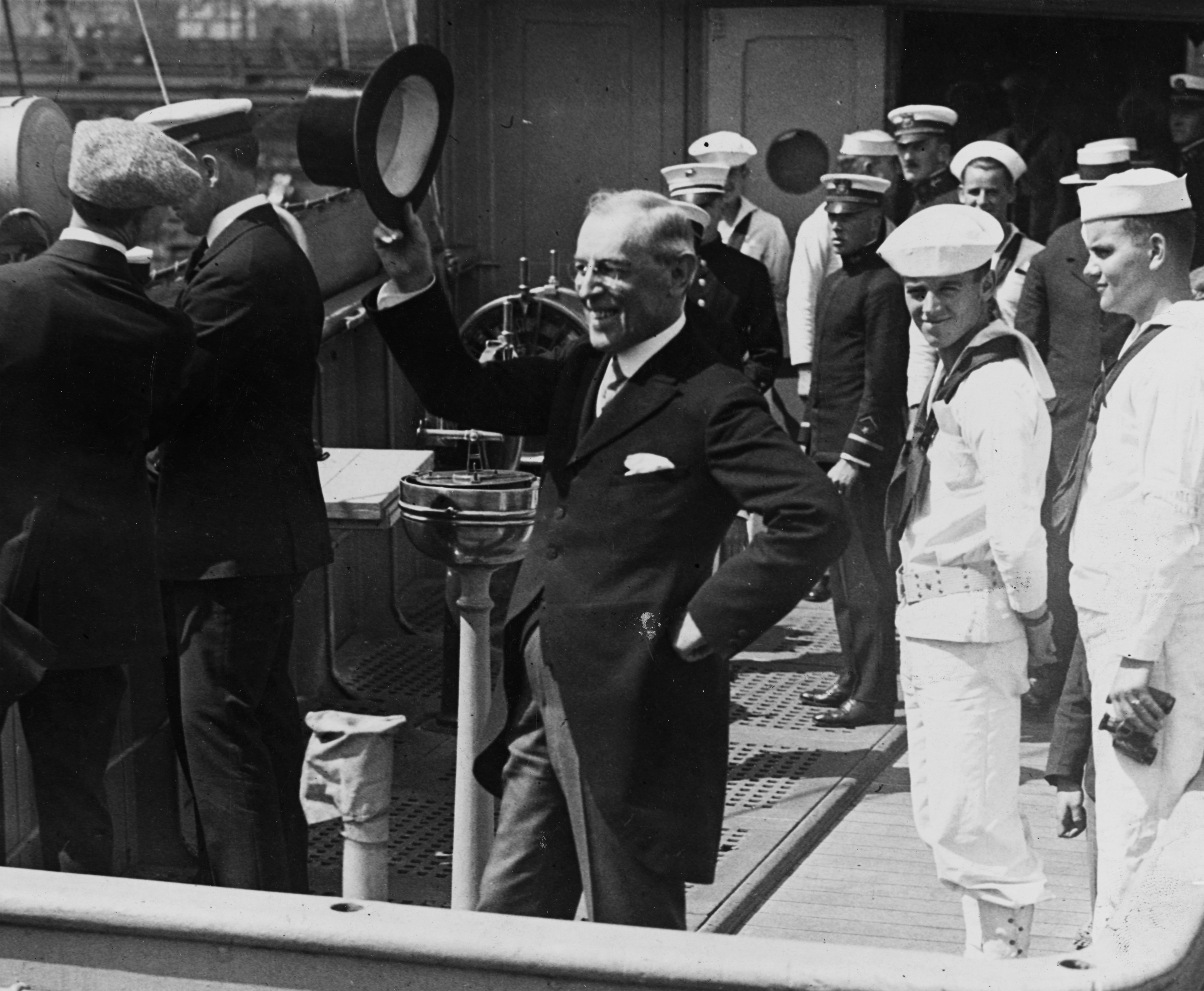
Wilson retornando da Conferência de Paz de Versalhes, 1919.

As hipóteses eram menos favoráveis para a ratificação do tratado por uma votação de dois terços do Senado, na qual os republicanos detinham uma estreita maioria.  A opinião pública sobre o tratado foi mista, com intensa oposição da maioria dos republicanos, alemães e democratas católicos irlandeses. Em inúmeras reuniões com senadores, Wilson descobriu que a oposição havia aumentado. Apesar de sua condição física debilitada após a Conferência de Paz de Paris, Wilson decidiu invadir os estados ocidentais, agendando 29 discursos importantes e muitos curtos para angariar apoio.  Wilson sofreu uma série de derrames debilitantes e teve que interromper sua viagem em setembro de 1919. Tornou-se inválido na Casa Branca, monitorizado de perto pela sua esposa, que o isolou das notícias negativas e minimizou a gravidade da sua condição. 
O senador Henry Cabot Lodge liderou a oposição ao tratado; ele desprezava Wilson e esperava humilhá-lo na batalha pela ratificação. Os republicanos ficaram indignados com a falha de Wilson em discutir a guerra ou suas consequências com eles. Uma intensa batalha partidária se desenvolveu no Senado, com os republicanos se opondo ao tratado e os democratas o apoiando amplamente. O debate sobre o tratado centrou-se em torno do papel americano na comunidade mundial no pós-guerra, e os senadores se dividiram em três grupos principais. A maioria dos democratas era favorável ao tratado.  Quatorze senadores, a maioria republicanos, ficaram conhecidos como os "irreconciliáveis", pois se opuseram completamente à entrada dos EUA na Liga das Nações. Alguns desses irreconciliáveis, como George W. Norris, se opuseram ao tratado por sua incapacidade de apoiar a descolonização e o desarmamento. Outros irreconciliáveis, como Hiram Johnson, temiam entregar a liberdade de ação americana a uma organização internacional. A maioria procurava a remoção do Artigo X do Pacto da Liga, que pretendia obrigar as nações a defenderem-se mutuamente contra agressões.  O grupo restante de senadores, conhecido como “reservacionistas”, aceitou a ideia da liga, mas procurou vários graus de mudança na Liga para garantir a protecção da soberania dos EUA.  O ex-presidente Taft e o ex-secretário de Estado Elihu Root eram ambos a favor da ratificação do tratado com algumas modificações, e o seu apoio público ao tratado deu a Wilson alguma hipótese de ganhar apoio republicano significativo para a ratificação. 
Apesar da dificuldade de obter a ratificação, Wilson recusou-se consistentemente a aceder às reservas, em parte devido a preocupações sobre ter de reabrir as negociações com as outras potências se fossem adicionadas reservas.  Em meados de novembro de 1919, Lodge e seus republicanos formaram uma coalizão com os democratas pró-tratado para aprovar um tratado com reservas, mas Wilson, seriamente indisposto, rejeitou esse acordo e muitos democratas seguiram sua liderança para derrotar a ratificação. Cooper e Bailey sugerem que o derrame de Wilson em setembro o impediu de negociar efetivamente com Lodge.  O envolvimento dos EUA na Primeira Guerra Mundial não terminou formalmente até a aprovação da Resolução Knox-Porter em 1921.

#### Intervenção na Rússia
Depois que a Rússia deixou a Primeira Guerra Mundial após a Revolução Bolchevique de 1917, os Aliados enviaram tropas para lá para impedir que a Alemanha ou os Bolcheviques tomassem posse de armas, munições e outros suprimentos previamente enviados como ajuda ao governo pré-revolucionário.  Wilson detestava os bolcheviques, que ele acreditava não representarem o povo russo, mas temia que a intervenção estrangeira apenas fortalecesse o governo bolchevique. A Grã-Bretanha e a França pressionaram-no a intervir para potencialmente reabrir uma segunda frente contra a Alemanha, e Wilson cedeu a esta pressão na esperança de que isso o ajudasse nas negociações do pós-guerra e controlasse a influência japonesa na Sibéria.  Os EUA enviaram forças armadas para ajudar na retirada das Legiões Tchecoslovacas ao longo da Ferrovia Transiberiana e para manter as principais cidades portuárias de Arkhangelsk e Vladivostok. Embora especificamente instruídas a não enfrentar os bolcheviques, as forças dos EUA se envolveram em vários conflitos armados contra forças do novo governo russo. Os revolucionários na Rússia ficaram ressentidos com a intrusão dos Estados Unidos. Robert Maddox escreveu: "O efeito imediato da intervenção foi prolongar uma sangrenta guerra civil, custando assim milhares de vidas adicionais e causando enorme destruição numa sociedade já devastada." 

#### Outras questões
Em 1919, o governo Wilson concordou com a Declaração Balfour sem apoiar o sionismo de forma oficial. Wilson expressou simpatia pela situação dos judeus, especialmente na Polónia e em França. 
Em Maio de 1920, a administração Wilson apresentou uma proposta ao Congresso para que os EUA aceitassem um mandato da Liga das Nações para assumir o controlo da Armênia.  Bailey observa que esta medida foi contestada pela opinião pública americana e teve o apoio de apenas 23 senadores.  Richard G. Hovannisian afirma que Wilson "apresentou todos os argumentos errados" para o mandato e concentrou-se menos na política imediata do que em como a história julgaria as suas acções: "[ele] desejava deixar claro que o abandono da Arménia não foi obra sua." 

### Lista de viagens internacionais
Wilson fez duas viagens internacionais durante sua presidência.  Ele foi o primeiro presidente em exercício a viajar para a Europa. Ele passou quase sete meses na Europa após a Primeira Guerra Mundial (interrompidos por um breve retorno de nove dias aos Estados Unidos).
|   | Datas                                         | País            | Locais                                | Detalhes |
| - | --------------------------------------------- | --------------- | ------------------------------------- | --- |
| 1 | 14 a 25 de dezembro de 1918                   | França          | Paris, Chaumont                       | Participou de discussões preliminares antes da Conferência de Paz de Paris; promoveu seus princípios de Quatorze Pontos para a paz mundial. Partiu dos EUA em 4 de dezembro. |
| 1 | 26 a 31 de dezembro de 1918                   | Reino Unido     | Londres, Carlisle, Manchester         | Encontrou-se com o primeiro-ministro David Lloyd George e o rei Jorge V. |
| 1 | 31 de dezembro de 1918 a 1 de janeiro de 1919 | França          | Paris                                 | Parada a caminho da Itália. |
| 1 | 1 a 6 de janeiro de 1919                      | Reino da Itália | Roma, Gênova, Milão, Turim            | Encontrou-se com o Rei Vítor Emanuel III e o Primeiro-ministro Vittorio Orlando.                                                                                             |
| 1 | 4 de janeiro de 1919                          | Vaticano        | Roma                                  | Audiência com o Papa Bento XV (o primeiro encontro entre um presidente em exercício e um papa reinante).                                                                     |
| 1 | 7 de janeiro a 14 de fevereiro de 1919        | França          | Paris                                 | Participou da Conferência de Paz de Paris. Retornou aos EUA em 24 de fevereiro.                                                                                              |
| 2 | 14 de março a 18 de junho de 1919             | França          | Paris                                 | Participou da Conferência de Paz de Paris. Partiu dos EUA em 5 de março. |
| 2 | 18 a 19 de junho de 1919                      | Bélgica         | Bruxelas, Charleroi, Malines, Louvain | Encontrou-se com o Rei Alberto I. Dirigiu-se ao Parlamento. |
| 2 | 20 a 28 de junho de 1919                      | França          | Paris                                 | Participou da Conferência de Paz de Paris. Retornou aos EUA em 8 de julho.                                                                                                   |

## Incapacidade, 1919-1921
Em 2 de outubro de 1919, Wilson sofreu um derrame grave, que o deixou paralisado do lado esquerdo e com visão parcial no olho direito.  Ele ficou confinado à cama durante semanas e isolado de todos, exceto de sua esposa e de seu médico, Dr. Cary Grayson.  O Dr. Bert E. Park, um neurocirurgião que examinou os registros médicos de Wilson após sua morte, escreve que a doença de Wilson afetou sua personalidade de várias maneiras, tornando-o propenso a "distúrbios emocionais, controle de impulso prejudicado e julgamento defeituoso".  Nos meses após o derrame, Wilson foi isolado por sua esposa, que selecionava assuntos para sua atenção e delegava outros ao seu gabinete. Durante o restante da presidência de Wilson, Edith Wilson administrou o gabinete do presidente, uma função que ela mais tarde descreveu como "administração", pois determinava quais comunicações e assuntos de estado eram importantes o suficiente para serem levados à atenção do presidente acamado. Wilson retomou temporariamente uma presença superficial nas reuniões do gabinete.  Sua esposa e seu assessor, Joe Tumulty, ajudaram um jornalista, Louis Seibold, a apresentar um relato falso de uma entrevista com o presidente supostamente alerta.  Apesar da sua condição, Wilson raramente considerou renunciar, continuou a defender a ratificação do Tratado de Versalhes e até planeou candidatar-se novamente. 
Em fevereiro de 1920, a verdadeira condição do presidente era conhecida publicamente. Muitos expressaram dúvidas sobre a aptidão de Wilson para a presidência em um momento em que a luta pela Liga estava chegando ao clímax e questões domésticas como greves, desemprego, inflação e a ameaça do comunismo estavam em alta. Ninguém próximo de Wilson estava disposto a assumir a responsabilidade de certificar — como exigido pela Constituição — a sua “incapacidade de exercer os poderes e deveres do referido cargo”.  Embora alguns membros do Congresso tenham encorajado o vice-presidente Marshall a afirmar sua reivindicação à presidência, Marshall nunca tentou substituir Wilson.  O longo período de incapacidade de Wilson enquanto serviu como presidente não teve precedentes. Dos presidentes anteriores, apenas James Garfield passou por situação semelhante, mas não havia segredos sobre a situação. Além disso, Garfield manteve maior controle de suas faculdades mentais e não enfrentou problemas urgentes.  

## Eleições durante a presidência de Wilson

### Eleições de meio de mandato de 1914
Nas primeiras eleições de meio de mandato de Wilson, os republicanos conquistaram sessenta cadeiras na Câmara, mas não conseguiram reconquistar a câmara. Nas primeiras eleições para o Senado desde a aprovação da Décima Sétima Emenda, os democratas mantiveram a maioria no Senado. O Partido Bull Moose de Roosevelt, que havia conquistado algumas cadeiras no Congresso na eleição de 1912, teve um desempenho ruim, enquanto os republicanos conservadores também derrotaram vários republicanos progressistas. O controlo democrata contínuo do Congresso agradou a Wilson, e ele argumentou publicamente que a eleição representava um mandato para reformas progressivas contínuas.  No 64º Congresso que se seguiu, Wilson e os seus aliados aprovaram várias outras leis, embora nenhuma tenha tido tanto impacto como as principais iniciativas nacionais que tinham sido aprovadas durante os dois primeiros anos de Wilson no cargo. 

### Eleição presidencial de 1916

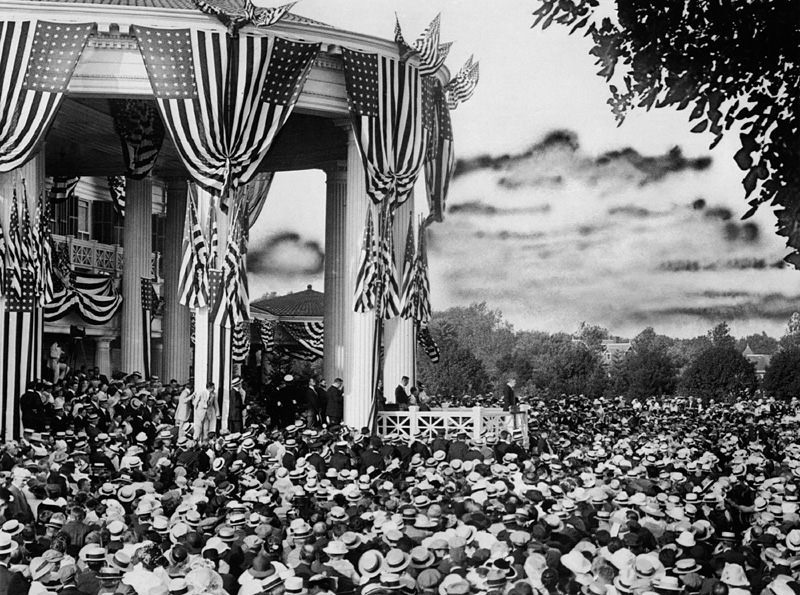
Wilson aceita a nomeação do Partido Democrata, 1916

Wilson, renomeado sem oposição, empregou seu slogan de campanha "Ele nos manteve fora da guerra", embora nunca tenha prometido inequivocamente ficar fora da guerra. Em seu discurso de aceitação em 2 de setembro de 1916, Wilson advertiu enfaticamente a Alemanha de que a guerra submarina resultando em mortes americanas não seria tolerada, dizendo: "A nação que viola esses direitos essenciais deve esperar ser controlada e responsabilizada por desafio direto e resistência. Isso imediatamente torna a disputa em parte nossa."  Vance C. McCormick, um progressista líder, tornou-se presidente do partido, e o embaixador Henry Morgenthau foi chamado de volta da Turquia para administrar as finanças da campanha.  O Coronel House desempenhou um papel importante na campanha. "Ele planeou a sua estrutura; definiu o seu tom; ajudou a orientar as suas finanças; escolheu oradores, tácticas e estratégias; e, não menos importante, lidou com o maior trunfo e potencial responsabilidade da campanha: o seu candidato brilhante mas temperamental." 

Mapa de Votação Eleitoral de 1916

Enquanto a plataforma do partido era elaborada, o senador Owen de Oklahoma pediu a Wilson que pegasse ideias da plataforma do Partido Progressista de 1912 "como um meio de atrair para nosso partido republicanos progressistas que têm grande simpatia por nós". A pedido de Wilson, Owen destacou a legislação federal para promover a saúde e a segurança dos trabalhadores, proibir o trabalho infantil, fornecer seguro-desemprego e estabelecer salários mínimos e horas máximas. Wilson, por sua vez, incluiu no seu projecto de plataforma uma plataforma que apelava a que todo o trabalho realizado pelo governo federal e para o governo federal fornecesse um salário mínimo, uma jornada de oito horas e uma semana de trabalho de seis dias, medidas de saúde e segurança, a proibição do trabalho infantil e (as suas próprias adições) salvaguardas para as trabalhadoras e um programa de reforma. 
A Convenção Nacional Republicana de 1916 nomeou o juiz da Suprema Corte Charles Evans Hughes para presidente. Ex-governador de Nova York, Hughes procurou reunificar as alas progressista e conservadora do partido. Os republicanos fizeram campanha contra as políticas da Nova Liberdade de Wilson, especialmente a redução de tarifas, a implementação de impostos de renda mais altos e a Lei Adamson, que eles ridicularizaram como "legislação de classe".  Os republicanos também atacaram a política externa de Wilson por vários motivos, mas os assuntos internos geralmente dominaram a campanha. À medida que o dia das eleições se aproximava, ambos os lados viam a vitória como uma forte possibilidade. 
O resultado da eleição ficou em dúvida por vários dias e foi determinado por vários estados acirrados. Wilson venceu na Califórnia por 3.773 dos quase um milhão de votos expressos, e em New Hampshire por 54 votos. Hughes venceu em Minnesota por 393 votos de mais de 358.000. Na contagem final, Wilson teve 277 votos eleitorais contra 254 de Hughes. Wilson conseguiu vencer ao obter muitos votos que tinham sido atribuídos a Teddy Roosevelt ou Eugene V. Debs em 1912.  Ele conquistou o Sul sólido e venceu todos os estados do Oeste, exceto um punhado, enquanto Hughes venceu a maioria dos estados do Nordeste e Centro-Oeste.  Quando o telegrama de concessão de Hughes chegou, Wilson comentou que "estava um pouco comido pelas traças quando chegou".  A reeleição de Wilson fez dele o primeiro democrata desde Andrew Jackson a ganhar dois mandatos consecutivos. O partido de Wilson também manteve o controlo do Congresso, embora o controlo na Câmara dependesse do apoio de vários membros do Partido Progressista. 

### Eleições de meio de mandato de 1918
Wilson se envolveu nas primárias democratas do Congresso em 1918, na esperança de eleger membros progressistas do Congresso que apoiassem as políticas externas de seu governo. Wilson conseguiu derrotar vários oponentes internos do partido, incluindo o senador James K. Vardaman do Mississippi.  No entanto, nas eleições gerais os republicanos assumiram o controle tanto da Câmara quanto do Senado. Os republicanos opuseram-se à agenda de política externa de Wilson, especialmente à sua proposta para a Liga das Nações. 

### Eleição presidencial de 1920

O candidato republicano Warren G. Harding derrotou o candidato democrata James Cox na eleição de 1920

Apesar de sua saúde debilitada, Wilson continuou a considerar a possibilidade de concorrer a um terceiro mandato. Muitos dos conselheiros de Wilson tentaram convencê-lo de que sua saúde o impedia de fazer outra campanha, mas mesmo assim Wilson pediu ao Secretário de Estado Bainbridge Colby que o nomeasse presidente na Convenção Nacional Democrata de 1920. Embora a convenção tenha apoiado fortemente as políticas de Wilson, os líderes democratas não estavam dispostos a apoiar Wilson, que estava doente, para um terceiro mandato. A convenção realizou várias votações ao longo de vários dias, com McAdoo e o governador James Cox de Ohio emergindo como os principais concorrentes à nomeação.  Embora McAdoo tenha servido como Secretário do Tesouro sob Wilson, e tenha se casado com a filha de Wilson em 1914, o presidente não apoiou a candidatura de McAdoo devido em parte ao apoio morno percebido de McAdoo à Liga das Nações.  Após dezenas de votações, a convenção nomeou uma chapa composta por Cox e Franklin D. Roosevelt, o Secretário Assistente da Marinha. 
Muitos esperavam que Theodore Roosevelt fosse o candidato republicano de 1920, mas sua morte em janeiro de 1919 deixou a disputa pela nomeação republicana em aberto.  Os três principais concorrentes à nomeação republicana eram o general Leonard Wood, que era amigo próximo de Roosevelt, o senador Hiram Johnson, que foi companheiro de chapa de Roosevelt na chapa progressista de 1912, e o governador Frank Lowden, de Illinois. Quando a Convenção Nacional Republicana de 1920 se reuniu em junho de 1920, nenhum dos três principais concorrentes conseguiu reunir apoio suficiente para ganhar a nomeação, e os líderes do partido apresentaram vários candidatos favoritos. O partido acabou por nomear um candidato inesperado, o senador Warren G. Harding, do Ohio.  Os republicanos centraram sua campanha na oposição às políticas de Wilson, com Harding prometendo um "retorno à normalidade" às políticas conservadoras que prevaleceram na virada do século. Wilson ficou em grande parte fora da campanha, embora tenha apoiado Cox e continuado a defender a adesão dos EUA à Liga das Nações. Harding obteve uma vitória esmagadora, conquistando 60,3% dos votos populares e vencendo em todos os estados, exceto no Sul. Os democratas também sofreram enormes perdas nas eleições para o Congresso e para governador de 1920, e os republicanos aumentaram as suas maiorias em ambas as câmaras do Congresso. 

## Reputação histórica
Wilson é geralmente classificado por historiadores e cientistas políticos como um dos melhores presidentes.  Uma pesquisa de 2018 da seção de Presidentes e Política Executiva da Associação Americana de Ciência Política classificou Wilson como o 10º melhor presidente.  Uma pesquisa de historiadores da C-SPAN de 2017 classificaram Wilson como o 11º melhor presidente.  No entanto, uma sondagem de historiadores realizada em 2006 classificou a relutância de Wilson em chegar a um acordo sobre o Tratado de Versalhes como o quarto pior erro cometido por um presidente em exercício. 
Na opinião de alguns historiadores, Wilson, mais do que qualquer um dos seus antecessores, tomou medidas no sentido da criação de um governo federal forte que protegeria os cidadãos comuns contra o poder esmagador das grandes corporações.  Muitas das realizações de Wilson, incluindo a Reserva Federal, a Comissão Federal de Comércio, o imposto de renda progressivo e as leis trabalhistas, continuaram a influenciar os Estados Unidos muito depois da morte de Wilson.  Ele é geralmente considerado uma figura-chave no estabelecimento do liberalismo americano moderno e uma forte influência em futuros presidentes como Franklin D. Roosevelt e Lyndon B. Johnson.  Cooper argumenta que, em termos de impacto e ambição, apenas o New Deal e a Great Society rivalizam com as realizações nacionais da presidência de Wilson.  A política externa idealista de Wilson, que veio a ser conhecida como wilsonianismo, também lançou uma longa sombra sobre a política externa americana, e a Liga das Nações de Wilson influenciou o desenvolvimento das Nações Unidas. No entanto, o historial de Wilson em matéria de direitos civis tem sido frequentemente atacado.  A administração de Wilson viu um novo nível de segregação no governo federal, e o gabinete de Wilson incluía vários racistas. 

Talvez o ataque mais severo à diplomacia de Wilson venha do historiador de Stanford Thomas A. Bailey em dois livros que continuam sendo muito citados por acadêmicos, Woodrow Wilson and the Lost Peace (1944) e Woodrow Wilson and the Great Betrayal (1945), Bailey:
argumentou que o isolacionismo de Wilson durante a guerra, bem como as suas propostas de paz no final da guerra, eram seriamente falhas. Destacando o fato de os delegados americanos terem encontrado forte oposição à proposta da Liga das Nações de Wilson, Bailey concluiu que o presidente e o seu pessoal diplomático essencialmente se venderam, comprometendo importantes ideais americanos para garantir meros fragmentos da visão progressista de Wilson. Conseqüentemente, embora Bailey tenha como alvo principal o presidente Wilson nessas críticas, outros, incluindo House, não saíram ilesos.
Scot Bruce argumenta que:
Mais recentemente, historiadores proeminentes como Thomas J. Knock, Arthur Walworth e John Milton Cooper, entre outros, evitaram condenar Wilson e os seus pacificadores pelos extensos fracassos diplomáticos em Paris. Em vez disso, enquadraram o progressismo wilsoniano, articulado através da Liga das Nações, como um quadro comparativamente esclarecido, tragicamente minado pelas maquinações britânicas e francesas na conferência de paz.... A historiadora Margaret MacMillan deu continuidade a esta tendência analítica no seu livro premiado, Paris , 1919: Seis meses que mudaram o mundo (2001), que caracterizou Wilson como o idealista frustrado, incapaz de assegurar a sua visão progressista devido à oposição dos imperialistas da velha guarda no seu seio. Embora realistas como Lloyd E. Ambrosius questionassem os méritos de definir o progressismo wilsoniano de forma demasiado idealista, persistiu a ideia de que delegados bem-intencionados dos EUA encontraram forte oposição às propostas de Wilson em Paris e, portanto, comprometeram-se sob pressão. Até o grande estudioso de Wilson, Arthur S. Link, subscreveu uma versão desta narrativa.